# Liste der Biografien/Morr
Liste der Biografien |
Portal Biografien |
Personensuche
# |
A |
B |
C |
D |
E |
F |
G |
H |
I |
J |
K |
L |
M |
N |
O |
P |
Q |
R |
S |
T |
U |
V |
W |
X |
Y |
Z |
?
 
Ma |
Mb |
Mc |
Md |
Me |
Mf |
Mg |
Mh |
Mi |
Mj |
Mk |
Ml |
Mm |
Mn |
Mo |
Mp |
Mq |
Mr |
Ms |
Mt |
Mu |
Mv |
Mw |
Mx |
My |
Mz
 
Moa |
Mob |
Moc |
Mod |
Moe |
Mof |
Mog |
Moh |
Moi |
Moj |
Mok |
Mol |
Mom |
Mon |
Moo |
Mop |
Moq |
Mor |
Mos |
Mot |
Mou |
Mov |
Mow |
Mox |
Moy |
Moz
 
Mora |
Morb |
Morc |
Mord |
More |
Morf |
Morg |
Morh |
Mori |
Mork |
Morl |
Morm |
Morn |
Moro |
Morp |
Morr |
Mors |
Mort |
Moru |
Morv |
Morw |
Mory |
Morz
Die Liste der Biografien führt alle Personen auf, die in der deutschsprachigen Wikipedia einen Artikel haben. Dieses ist eine Teilliste mit 532 Einträgen von Personen, deren Namen mit den Buchstaben „Morr“ beginnt.

## Morr
- Morr, Hubertus von (* 1947), deutscher Diplomat
- Morr, Mareike (* 1977), deutsche Mezzosopranistin

### Morra
- Morra di Lavriano, Roberto (1830–1917), italienischer General und Politiker
- Morra, Cameron (* 1999), US-amerikanische Tennisspielerin
- Morra, Giacomo (1889–1963), italienischer Unternehmer, Hotelier und Gastronom
- Morra, Irene (1893–1978), US-amerikanische Filmeditorin
- Morra, Isabella di, italienische Dichterin der Renaissance
- Morra, John (* 1989), kanadischer Poolbillardspieler
- Morra, Mario (1935–2024), italienischer Filmeditor und Filmregisseur
- Morra, Mario (* 1953), kanadischer Snooker- und Poolbillardspieler
- Morra, Paola (* 1959), italienische Schauspielerin
- Morra, Sebastián de, Hofzwerg König Philipps IV. von SpanienSebastián de Morra

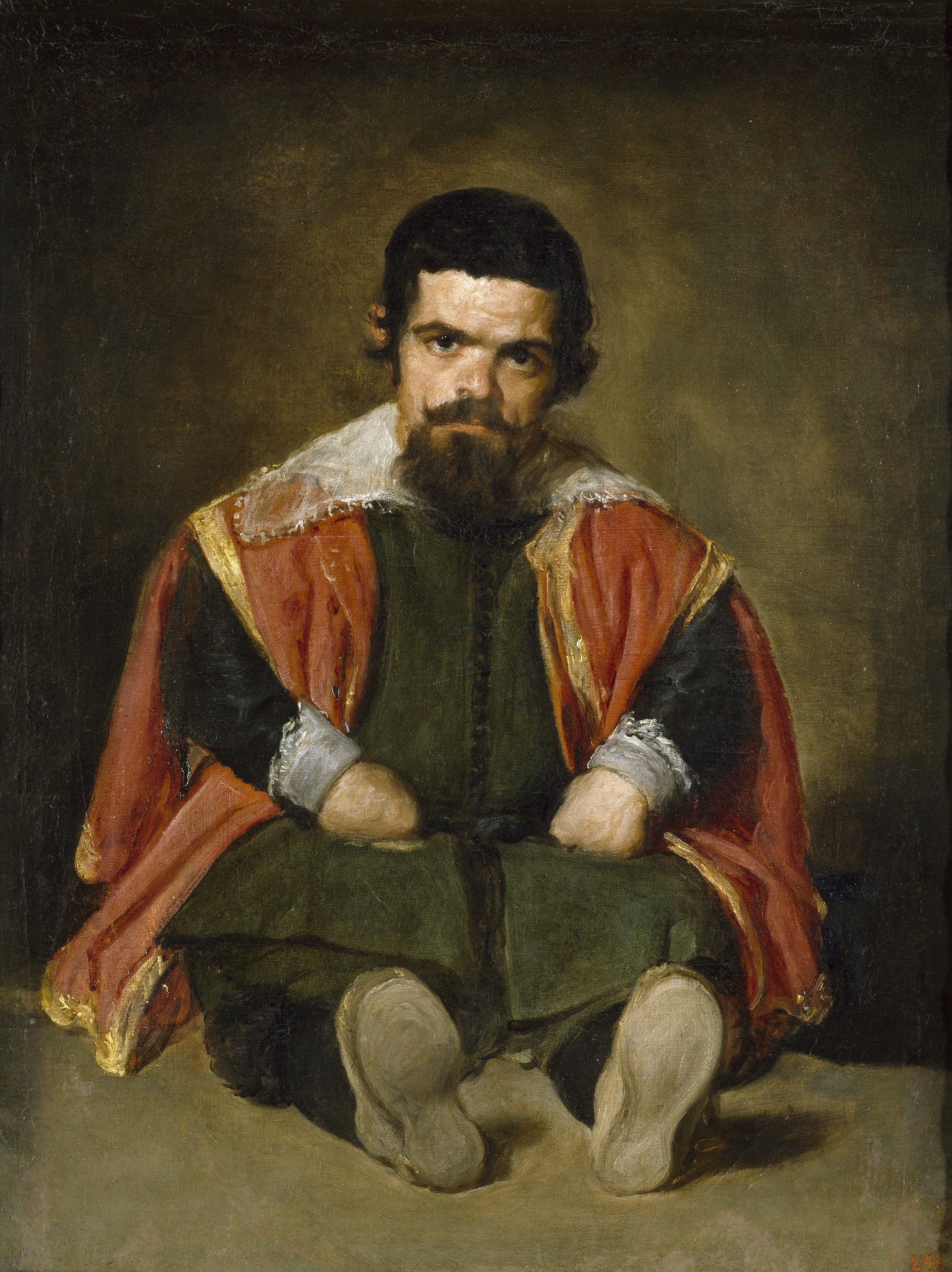
Sebastián de Morra

- Morrall, Clare (* 1952), britische Schriftstellerin
- Morrall, Earl (1934–2014), US-amerikanischer American-Football-Spieler

### Morre
- Morré, Jörg (* 1964), deutscher Historiker
- Morré, Karl (1832–1897), österreichischer Volksdichter, Dramatiker und Reichsratsabgeordneter
- Morreis, Marlene (* 1976), österreichische Schauspielerin
- Morrell, Benjamin (1795–1839), US-amerikanischer Segelkapitän und Forscher
- Morrell, Daniel Johnson (1821–1885), US-amerikanischer Politiker
- Morrell, David (* 1943), kanadisch-US-amerikanischer SchriftstellerDavid Morrell (* 1943)

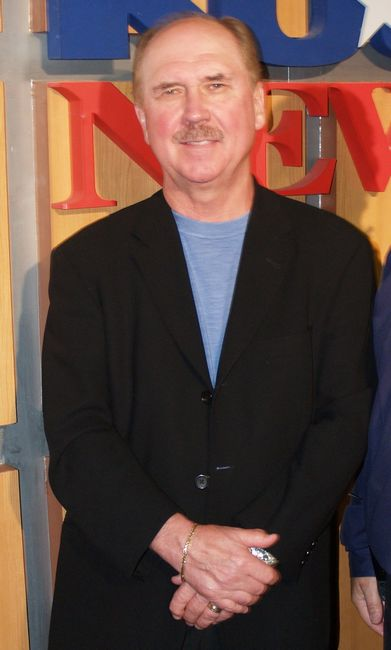
David Morrell (* 1943)

- Morrell, Edward de Veaux (1863–1917), US-amerikanischer Politiker
- Morrell, Geoff (* 1958), australischer Schauspieler
- Morrell, George, schottischer Fußballtrainer
- Morrell, Gladys (1888–1969), bermudische Frauenwahlrechts- und Sozialaktivistin
- Morrell, Imogene Robinson († 1908), US-amerikanische Kunstlehrerin sowie Porträt- und Historienmalerin der Düsseldorfer Schule
- Morrell, Jack (* 1933), britischer Wissenschaftshistoriker
- Morrell, Jemima (1832–1909), Reiseschriftstellerin und Illustratorin
- Morrell, Joe (* 1997), walisischer Fußballspieler
- Morrell, Ottoline (1873–1938), englische Aristokratin und Kunstmäzenin
- Morrell, Tony (* 1962), britischer Mittelstreckenläufer
- Morren, Charles François Antoine (1807–1858), belgischer Botaniker
- Morren, Charles Jacques Édouard (1833–1886), belgischer Botaniker
- Morren, François (1899–1985), belgischer Sprinter und Mittelstreckenläufer
- Morren, George (1868–1941), belgischer Bildhauer, Impressionist und Graveur
- Morres, Eduard (1884–1980), rumäniendeutscher Maler, Zeichner und Kunsttheoretiker
- Morres, Hermann (1885–1971), Maler, Grafiker, Kunstpädagoge und Komponist
- Morressy, John (1930–2006), US-amerikanischer Science-Fiction- und Fantasyautor
- Morrey, Charles (1907–1984), US-amerikanischer Mathematiker

### Morri
- Morri, Kirk M., Filmeditor
- Morri, Romeo (1952–2022), san-marinesischer Politiker und Schriftsteller

#### Morric
- Morrice, Graeme (* 1959), schottischer Politiker
- Morrice, James Wilson (1865–1924), kanadischer Maler
- Morrice, Trevor (* 1991), kanadischer Skispringer
- Morricone, Andrea (* 1964), italienischer Komponist
- Morricone, Ennio (1928–2020), italienischer Filmmusik-Komponist und DirigentEnnio Morricone (1928–2020)

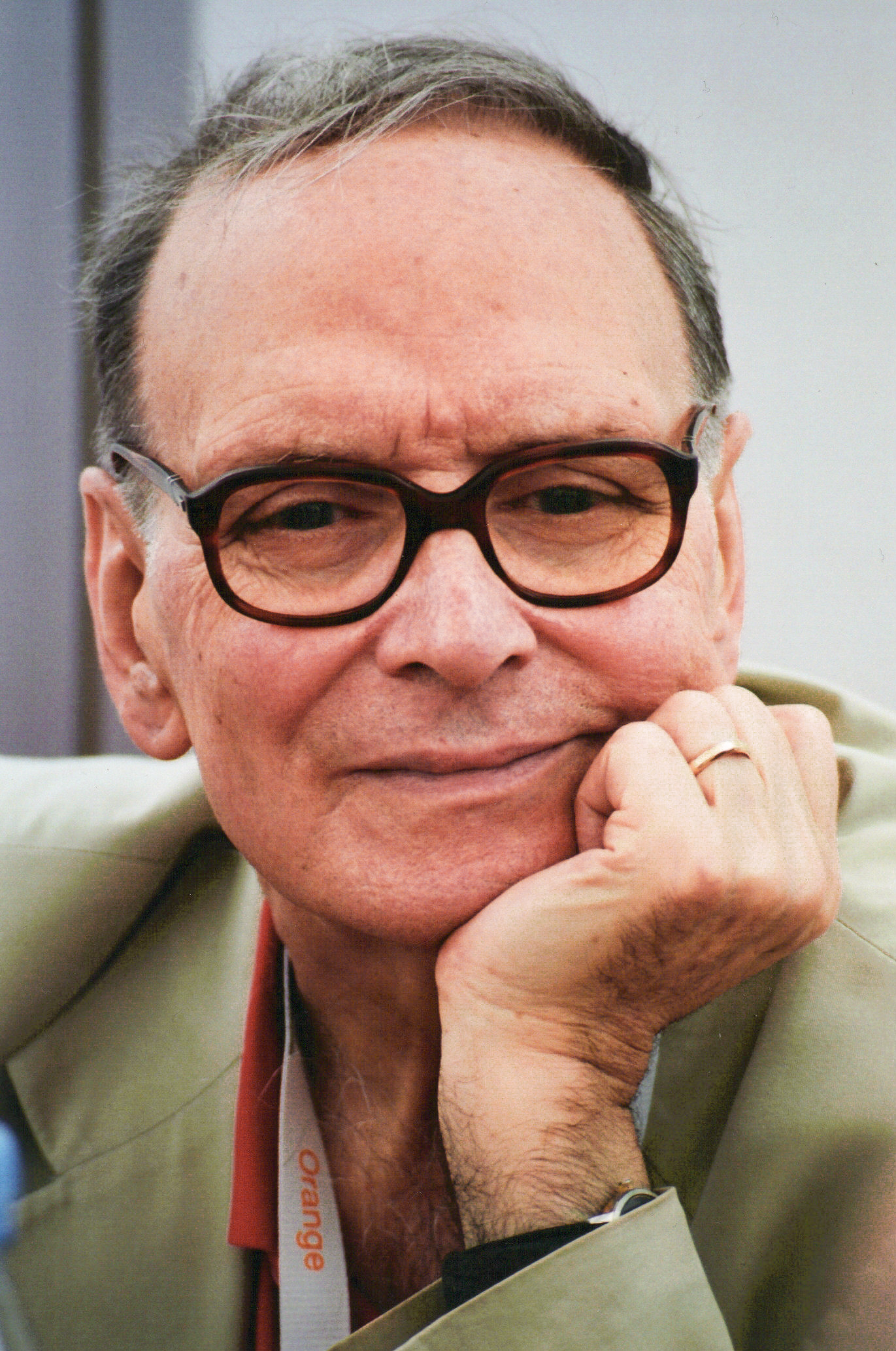
Ennio Morricone (1928–2020)

#### Morrie
- Morriën, Adriaan (1912–2002), niederländischer Schriftsteller
- Morrien, Alexander († 1552), Dompropst in Münster
- Morrien, Bernhard († 1581), Dompropst in Münster
- Morrien, Birgitt (* 1959), deutsche Kommunikationswissenschaftlerin
- Morrien, Dietrich, Drost des Amtes Cloppenburg
- Morrien, Dietrich († 1482), Erbmarschall und Domherr in Münster
- Morrien, Gerhard, Erbmarschall im Hochstift Münster
- Morrien, Gerhard († 1487), Erbmarschall, Drost und Domherr in Münster
- Morrien, Johann († 1559), Domherr in Münster
- Morrien, Johann († 1562), Domherr in Münster
- Morrien, Lubbert, Drost des Amtes Werne und Domherr in Münster
- Morrien, Rolf (* 1972), deutscher Aktienanalyst und Sachbuchautor sowie Redakteur verschiedener Börsendienste
- Morrien, Sander († 1498), Erbmarschall und Domherr in Münster

#### Morril
- Morril, David L. (1772–1849), US-amerikanischer Politiker
- Morrill, Amos (1809–1884), US-amerikanischer Jurist
- Morrill, Anson (1803–1887), US-amerikanischer Politiker
- Morrill, Edmund (1834–1909), US-amerikanischer Politiker
- Morrill, Justin Smith (1810–1898), US-amerikanischer Politiker (Republikanische Partei)
- Morrill, Lot M. (1813–1883), US-amerikanischer Politiker, Gouverneur von Maine und Finanzminister
- Morrill, Samuel P. (1816–1892), US-amerikanischer Politiker

#### Morris
- Morris (1923–2001), belgischer Comic-Zeichner und Autor

##### Morris D
- Morris Devred, Elliott (* 1998), walisischer Squashspieler

##### Morris, A – Morris, Y

###### Morris, A
- Morris, Abigail (* 1999), britische Musikerin und SängerinAbigail Morris (* 1999)

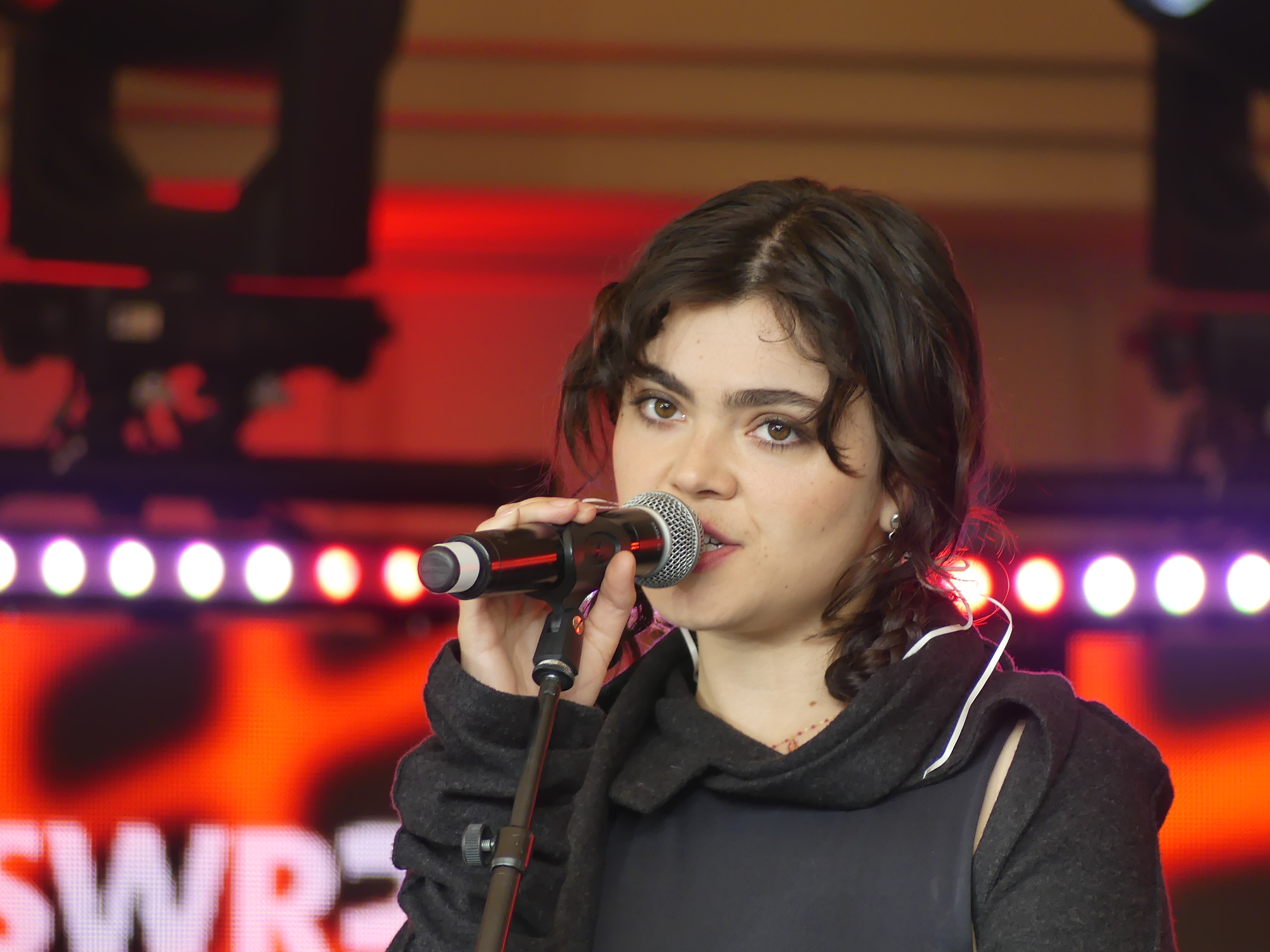
Abigail Morris (* 1999)

- Morris, Adrian (1907–1941), US-amerikanischer Schauspieler
- Morris, Aidan (* 2001), US-amerikanischer Fußballspieler
- Morris, Aldon D. (* 1949), US-amerikanischer Soziologe
- Morris, Alexander (1826–1889), kanadischer Politiker
- Morris, Alexis (* 1999), US-amerikanische Basketballspielerin
- Morris, Alf, Baron Morris of Manchester (1928–2012), britischer Politiker, Abgeordnete im House of Lords (Labour Party)
- Morris, Alfred (* 1988), US-amerikanischer American-Football-Spieler
- Morris, Alice Vanderbilt (1874–1950), Mitglied der Vanderbilt-Familie
- Morris, Alwyn (* 1957), kanadischer Kanute
- Morris, Andre (* 1972), US-amerikanischer Sprinter
- Morris, Andrea (* 1983), kanadisch-US-amerikanische Schauspielerin
- Morris, Angela, kanadische Jazzmusikerin (Tenorsaxophon, Flöte, Komposition)
- Morris, Anita (1943–1994), US-amerikanische Schauspielerin
- Morris, Anna (* 1995), britische Radsportlerin
- Morris, Aubrey (1926–2015), britischer Schauspieler
- Morris, Audrey (1928–2018), US-amerikanische Jazzsängerin und Pianistin

###### Morris, B
- Morris, Basil (1888–1975), australischer Generalmajor
- Morris, Ben, Filmtechniker für visuelle Effekte
- Morris, Benny (* 1948), israelischer Historiker und HochschullehrerBenny Morris (* 1948)

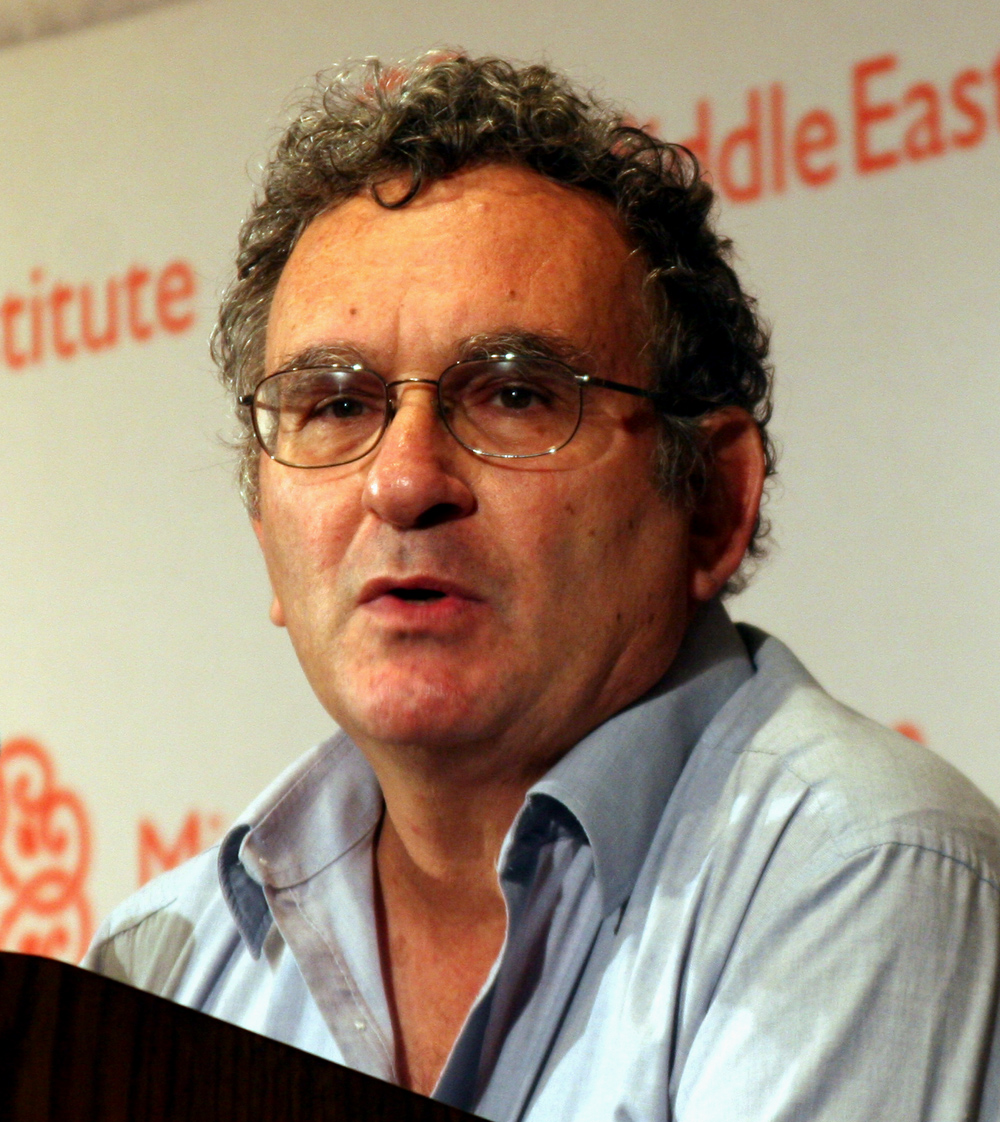
Benny Morris (* 1948)

- Morris, Bill (* 1939), US-amerikanischer Sportschütze
- Morris, Bill, Baron Morris of Handsworth (* 1938), britischer Politiker und Gewerkschaftsfunktionär
- Morris, Bob, papua-neuguineischer Fußballtrainer
- Morris, Bobby (1927–2021), US-amerikanischer Musiker
- Morris, Brian (* 1939), britischer Filmarchitekt
- Morris, Brian, Baron Morris of Castle Morris (1930–2001), britischer Akademiker und Dichter
- Morris, Buckner Stith (1800–1879), US-amerikanischer Politiker
- Morris, Burton (* 1964), US-amerikanischer Maler
- Morris, Butch (1947–2013), US-amerikanischer Jazz- und Improvisationsmusiker (Dirigent, Komponist, Trompeter)
- Morris, Byron (* 1941), US-amerikanischer Jazzmusiker

###### Morris, C
- Morris, Cadwalader (1741–1795), US-amerikanischer Politiker
- Morris, Calvary (1798–1871), US-amerikanischer Politiker
- Morris, Carl (1911–1993), US-amerikanischer Maler
- Morris, Carol (* 1936), US-amerikanisches Model und Schauspielerin
- Morris, Cedric (1889–1982), britischer Künstler und Kunstlehrer
- Morris, Charles (1915–1985), britischer Geher
- Morris, Charles (1926–2012), britischer Politiker (Labour Party), Unterhausabgeordneter
- Morris, Charles W. (1901–1979), US-amerikanischer Semiotiker und Philosoph
- Morris, Charles, Baron Morris of Grasmere (1898–1990), britischer Philosoph, Hochschullehrer und Politiker
- Morris, Charlie (1926–2015), australischer Hammerwerfer
- Morris, Chester (1901–1970), US-amerikanischer Schauspieler
- Morris, Chloe (* 1985), spanische Dressurreiterin
- Morris, Chris (* 1962), britischer Satiriker, Komiker, Drehbuchautor, Regisseur, Schauspieler und ehemaliger Radiomoderator
- Morris, Chris (* 1963), irischer Fußballspieler
- Morris, Chris (* 1987), südafrikanischer Cricketspieler

###### Morris, D
- Morris, Daniel (1812–1889), US-amerikanischer Jurist und Politiker
- Morris, Darius (* 1991), US-amerikanischer Basketballspieler
- Morris, Darrick Kobie (* 1995), kroatischer Fußballspieler
- Morris, David (1924–2007), britischer Filmschauspieler und Maler
- Morris, David (1930–2007), britischer Politiker (Labour Party), MdEP
- Morris, David (* 1984), australischer Freestyle-Skier
- Morris, David (* 1988), irischer Snookerspieler
- Morris, Derek (* 1978), kanadischer Eishockeyspieler
- Morris, Desmond (* 1928), britischer Zoologe, Verhaltensforscher, Publizist und KünstlerDesmond Morris (* 1928)

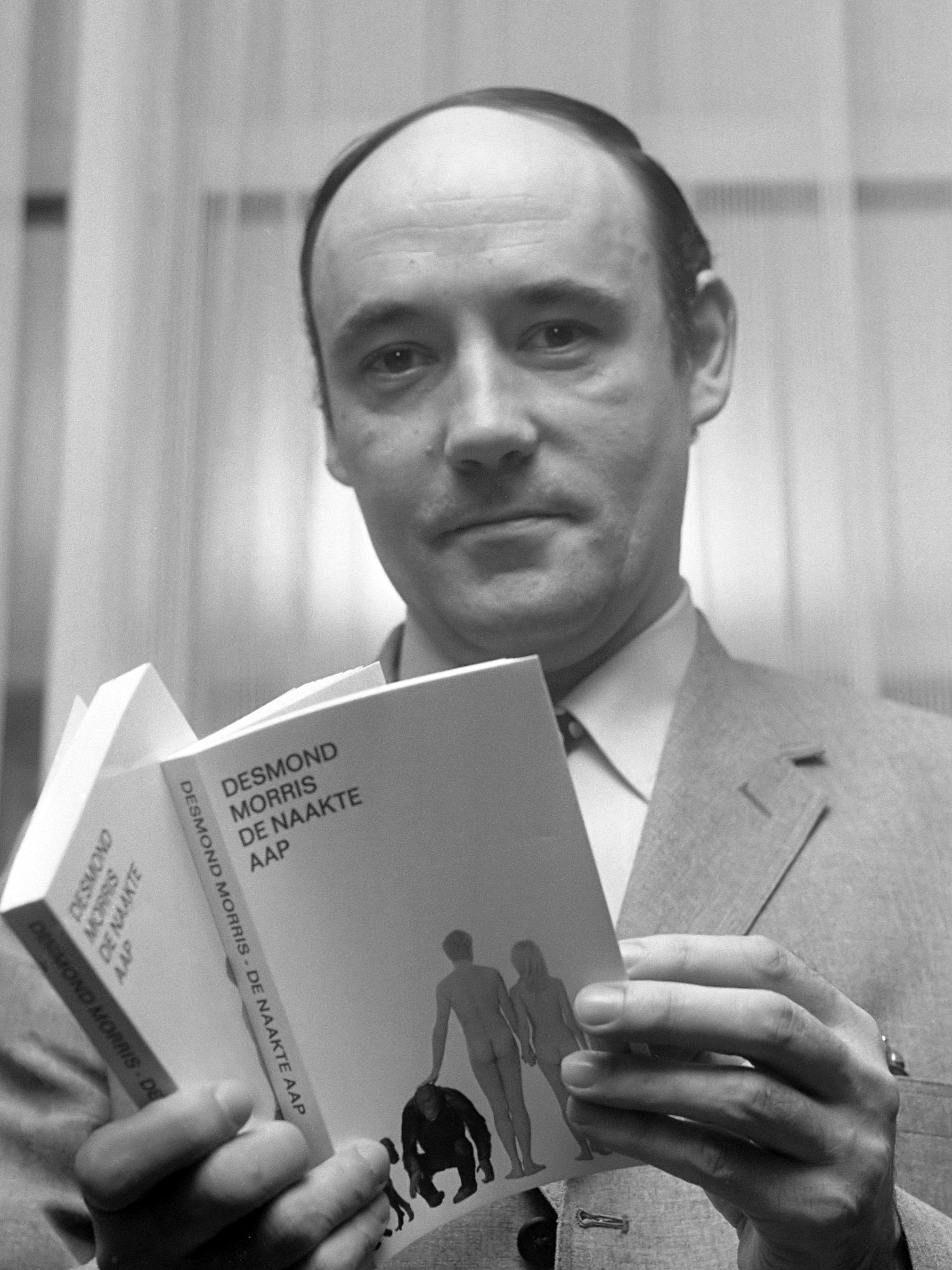
Desmond Morris (* 1928)

- Morris, Devon (* 1961), jamaikanischer Sprinter
- Morris, Dick (* 1948), US-amerikanischer Wahlkampf-Stratege und Politberater
- Morris, Dontae (* 1985), US-amerikanischer Mehrfachmörder
- Morris, Dorothy (1922–2011), US-amerikanische Schauspielerin
- Morris, Doug (* 1938), US-amerikanischer Musikmanager

###### Morris, E
- Morris, Earle (1928–2011), US-amerikanischer Politiker
- Morris, Edita (1902–1988), schwedisch-amerikanische Autorin und politische Aktivistin gegen die atomare Aufrüstung
- Morris, Edward Joy (1815–1881), US-amerikanischer Politiker und Diplomat
- Morris, Edward Parmelee (1853–1938), US-amerikanischer Klassischer Philologe
- Morris, Edward, 1. Baron Morris (1859–1935), neufundländischer Politiker
- Morris, Edwin (1894–1971), Erzbischof von Wales
- Morris, Errol (* 1948), US-amerikanischer Regisseur, Dokumentarfilmer und AutorErrol Morris (* 1948)

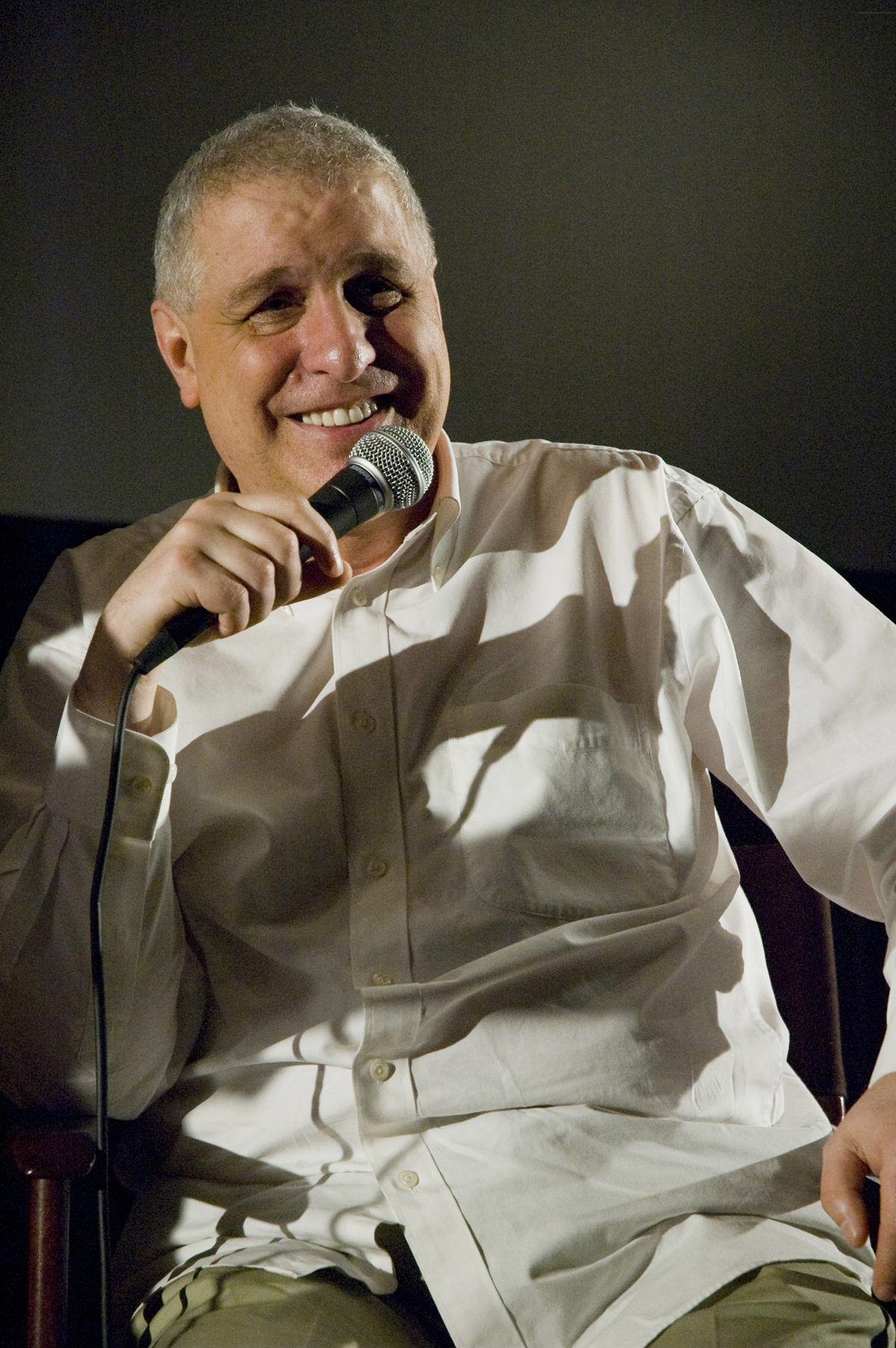
Errol Morris (* 1948)

- Morris, Estelle (* 1952), britische Politikerin (Labour), Mitglied des House of Commons und Lehrerin
- Morris, Esther Hobart (1812–1902), US-amerikanische Richterin und Frauenrechtlerin

###### Morris, F
- Morris, Faith (* 2000), belizische Leichtathletin
- Morris, Floyd (* 1969), jamaikanischer Politiker (PNP)
- Morris, Frances (* 1959), britische Kunsthistorikerin, Direktorin der Tate Modern London
- Morris, Francis Orpen (1810–1893), Geistlicher der Church of England und Naturforscher
- Morris, Frank (* 1926), US-amerikanischer KriminellerFrank Morris (* 1926)

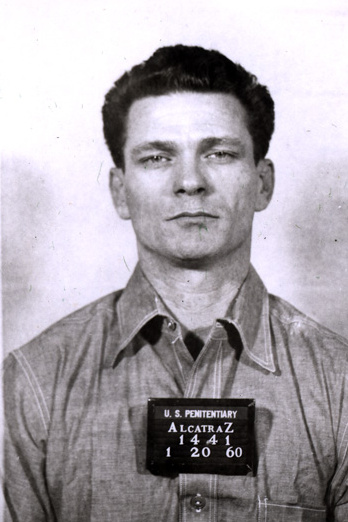
Frank Morris (* 1926)

- Morris, Fred (1893–1962), englischer Fußballspieler
- Morris, Frederick (* 1929), irischer Jurist

###### Morris, G
- Morris, Gareth (1920–2007), englischer Flötist
- Morris, Garrett (* 1937), US-amerikanischer Schauspieler
- Morris, Gilbert (1929–2016), US-amerikanischer Pastor, Dozent, Schriftsteller
- Morris, Glenn (1912–1974), US-amerikanischer Leichtathlet
- Morris, Gouverneur (1752–1816), US-amerikanischer Politiker
- Morris, Grae (* 2003), australischer Windsurfer
- Morris, Greg (1933–1996), US-amerikanischer Schauspieler
- Morris, Grenville (1877–1959), walisischer Fußballspieler

###### Morris, H
- Morris, Hamilton (* 1987), amerikanischer Journalist, Dokumentarfilmer und Wissenschaftsforscher
- Morris, Haviland (* 1959), US-amerikanische Schauspielerin
- Morris, Haydn (1891–1965), walisischer Chorleiter, Organist und Komponist
- Morris, Heather (* 1953), neuseeländische Autorin
- Morris, Heather (* 1987), US-amerikanische Sängerin, Tänzerin und SchauspielerinHeather Morris (* 1987)

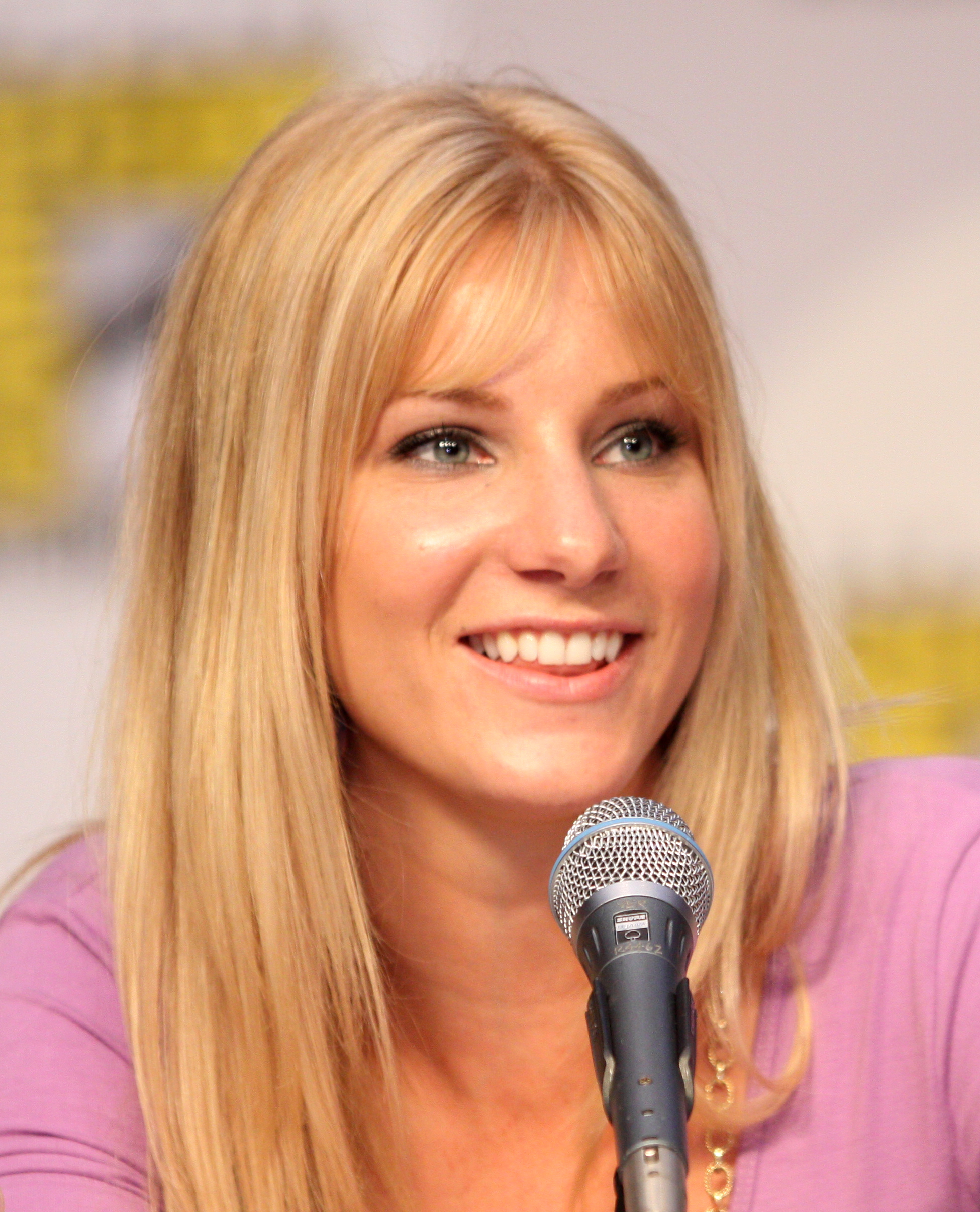
Heather Morris (* 1987)

- Morris, Henry (1844–1926), britischer Chirurg und Anatom
- Morris, Henry M. (1918–2006), US-amerikanischer Junge-Erde-Kreationist, Apologet und Wasserbauingenieur
- Morris, Herbert (1915–2009), US-amerikanischer Ruderer
- Morris, Hilda Grossman (1911–1991), amerikanische Bildhauerin und Malerin
- Morris, Hollman (* 1968), kolumbianischer Fernsehjournalist, Dokumentarfilmer und Menschenrechtler
- Morris, Howard (1919–2005), US-amerikanischer Komiker in Film und Fernsehen
- Morris, Howard R. (* 1946), britischer Biochemiker

###### Morris, I
- Morris, Ian (1957–2010), neuseeländischer Musiker
- Morris, Ian (* 1960), britischer Althistoriker, Archäologe, Hochschullehrer
- Morris, Ian (* 1961), Sprinter aus Trinidad und Tobago
- Morris, Iona (* 1957), US-amerikanische Synchronsprecherin und Schauspielerin
- Morris, Isaac N. (1812–1879), US-amerikanischer Politiker

###### Morris, J
- Morris, Jake (* 1999), US-amerikanischer Fußballspieler
- Morris, James (* 1947), US-amerikanischer Opernsänger (Bassbariton)
- Morris, James (* 1949), islamischer Theologe; Hochschullehrer
- Morris, James (* 1994), australischer Schachspieler
- Morris, James C. (* 1983), US-amerikanischer Theater- und Filmschauspieler
- Morris, James Corbitt (1907–1998), US-amerikanischer Songwriter und Musiker
- Morris, James H. (* 1941), US-amerikanischer Informatiker
- Morris, James R. (1819–1899), US-amerikanischer Politiker
- Morris, Jan (1926–2020), walisische Autorin
- Morris, Jane (1839–1914), englisches Modell und Muse der PräraffaelitenJane Morris (1839–1914)

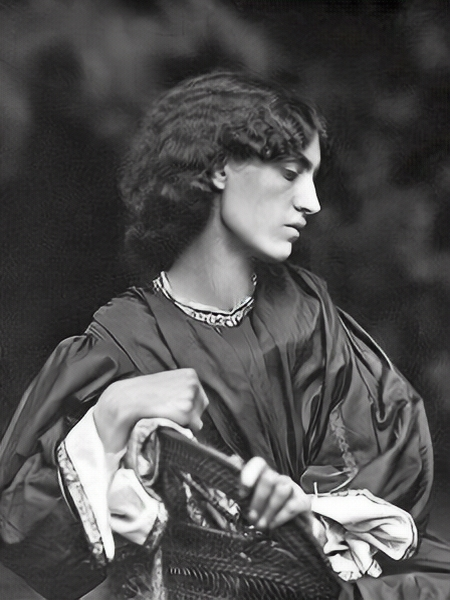
Jane Morris (1839–1914)

- Morris, Janet (* 1946), amerikanische Science-Fiction-Autorin
- Morris, Jason (* 1967), US-amerikanischer Judoka
- Morris, Jeff (1934–2004), US-amerikanischer Schauspieler
- Morris, Jenny (* 1972), australische Hockeyspielerin
- Morris, Jeremiah (1929–2006), US-amerikanischer Schauspieler und Regisseur
- Morris, Jerry (1910–2009), britischer Epidemiologe
- Morris, Jessica (* 1979), US-amerikanische Schauspielerin, Drehbuchautorin, Filmproduzentin und ein ModelJessica Morris (* 1979)

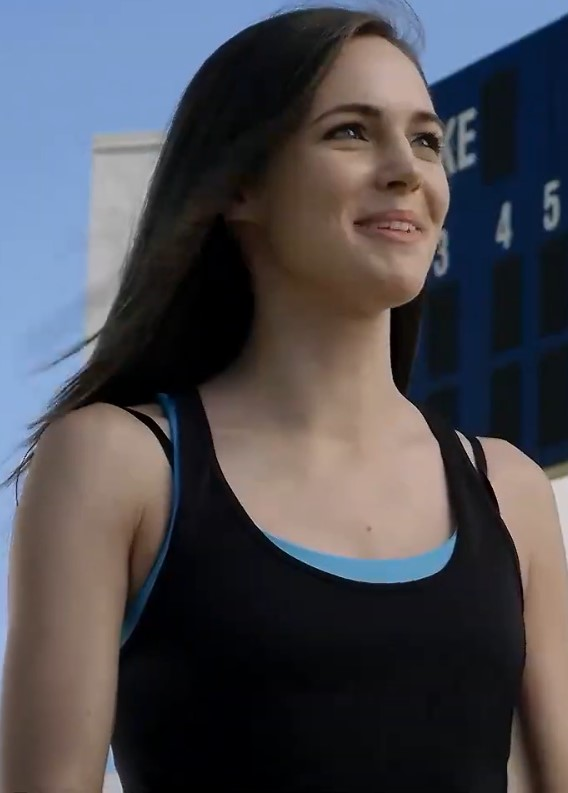
Jessica Morris (* 1979)

- Morris, Jim (* 1964), US-amerikanischer Baseballspieler
- Morris, Joan (1901–1988), britische katholische Theologin und Journalistin
- Morris, Jody (* 1978), englischer Fußballspieler und -trainer
- Morris, Joe (1922–1958), US-amerikanischer Jazztrompeter und Bandleader
- Morris, Joe (* 1955), US-amerikanischer Gitarrist
- Morris, John, US-amerikanischer Drehbuchautor und Filmproduzent
- Morris, John (1810–1886), britischer Paläontologe und Geologe
- Morris, John (1913–1977), englischer Historiker
- Morris, John (1926–2018), US-amerikanischer Filmkomponist
- Morris, John (* 1978), kanadischer Curler
- Morris, John (* 1984), US-amerikanischer Schauspieler und Synchronsprecher.
- Morris, John G. (1916–2017), amerikanischer Bildredakteur
- Morris, John W. (1921–2013), US-amerikanischer Offizier, Generalleutnant der US-Army
- Morris, John, Baron Morris of Aberavon (1931–2023), britischer Politiker (Labour), Mitglied des House of Commons und Jurist
- Morris, John, Baron Morris of Borth-y-Gest (1896–1979), britischer Jurist
- Morris, Johnny (* 1935), US-amerikanischer Jazzpianist (auch Gesang)
- Morris, Jon (* 1966), US-amerikanischer Eishockeyspieler
- Morris, Jonathan (* 1949), britischer Filmeditor
- Morris, Jonathan D. (1804–1875), US-amerikanischer Politiker
- Morris, Jordan (* 1994), US-amerikanischer Fußballspieler
- Morris, Joseph (1795–1854), US-amerikanischer Politiker
- Morris, Joseph W. (1879–1937), US-amerikanischer Politiker
- Morris, Josh (* 1991), englischer Fußballspieler
- Morris, Judy (* 1947), australische Schauspielerin, Regisseurin und Drehbuchautorin
- Morris, Julian (* 1983), britischer SchauspielerJulian Morris (* 1983)

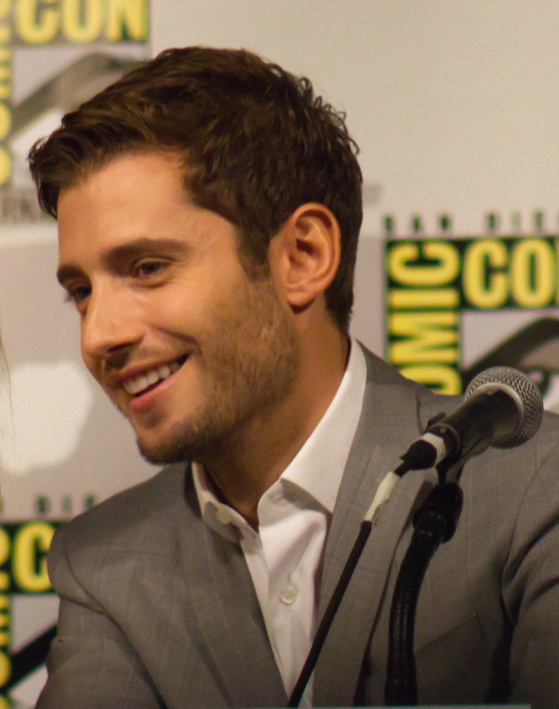
Julian Morris (* 1983)

- Morris, Julius (* 1994), montserratischer Sprinter

###### Morris, K
- Morris, Kapitän (1969–1989), tamilischer Kämpfer und Regionalkommandeur der Liberation Tigers of Tamil Eelam (LTTE) während des Bürgerkriegs in Sri Lanka
- Morris, Kathleen (1893–1986), kanadische Malerin
- Morris, Kathryn (* 1969), US-amerikanische Schauspielerin
- Morris, Keith Elliott Hedley (* 1934), britischer Botschafter
- Morris, Ken (* 1942), US-amerikanischer Bobsportler
- Morris, Kenneth (1879–1937), britischer Autor und Theosoph
- Morris, Kenny (* 1957), britischer Künstler und Musiker
- Morris, Kirk (* 1942), italienischer Bodybuilder und Schauspieler
- Morris, Kyle (* 1984), US-amerikanischer Schauspieler und Synchronsprecher

###### Morris, L
- Morris, Lamorne (* 1983), US-amerikanischer SchauspielerLamorne Morris (* 1983)

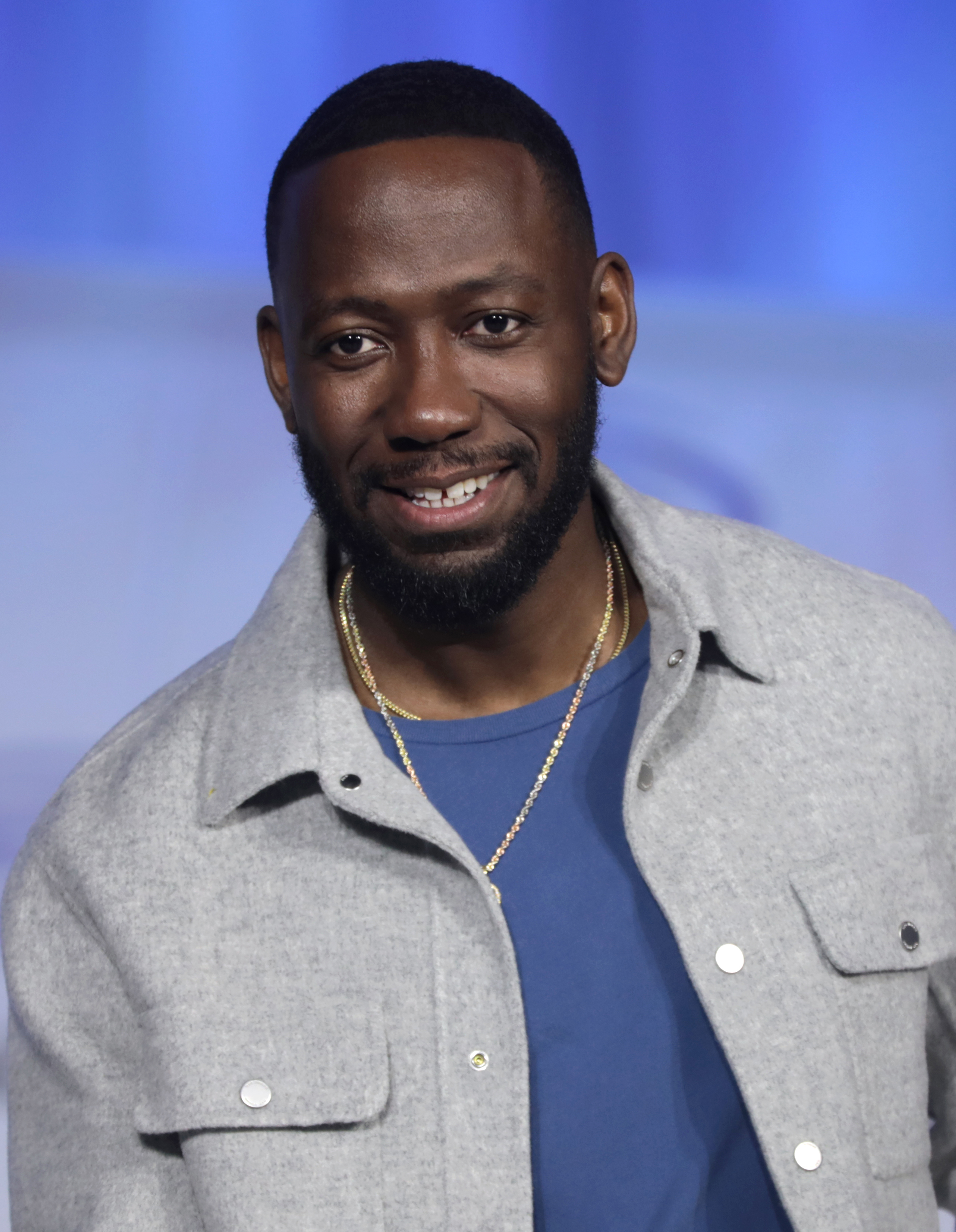
Lamorne Morris (* 1983)

- Morris, Larry (1933–2012), US-amerikanischer American-Football-Spieler
- Morris, Leland B. (1886–1950), US-amerikanischer Diplomat
- Morris, Lewis (1726–1798), britisch-US-amerikanischer Landbesitzer, Unterzeichner der Unabhängigkeitserklärung der USA, einer der Gründerväter der USA
- Morris, Lewis (1753–1824), US-amerikanischer Politiker
- Morris, Lewis R. (1760–1825), US-amerikanischer Politiker
- Morris, Luzon B. (1827–1895), US-amerikanischer Anwalt, Politiker und Gouverneur von Connecticut

###### Morris, M
- Morris, Marcus (* 1989), US-amerikanischer Basketballspieler
- Morris, Maren (* 1990), US-amerikanische Countrysängerin
- Morris, Margaret (1891–1980), britische Schauspielerin und Tanzpädagogin
- Morris, Margaretta (1797–1867), US-amerikanische Entomologin
- Morris, Mark (* 1956), US-amerikanischer Tänzer und Choreograf
- Morris, Markieff (* 1989), US-amerikanischer BasketballspielerMarkieff Morris (* 1989)

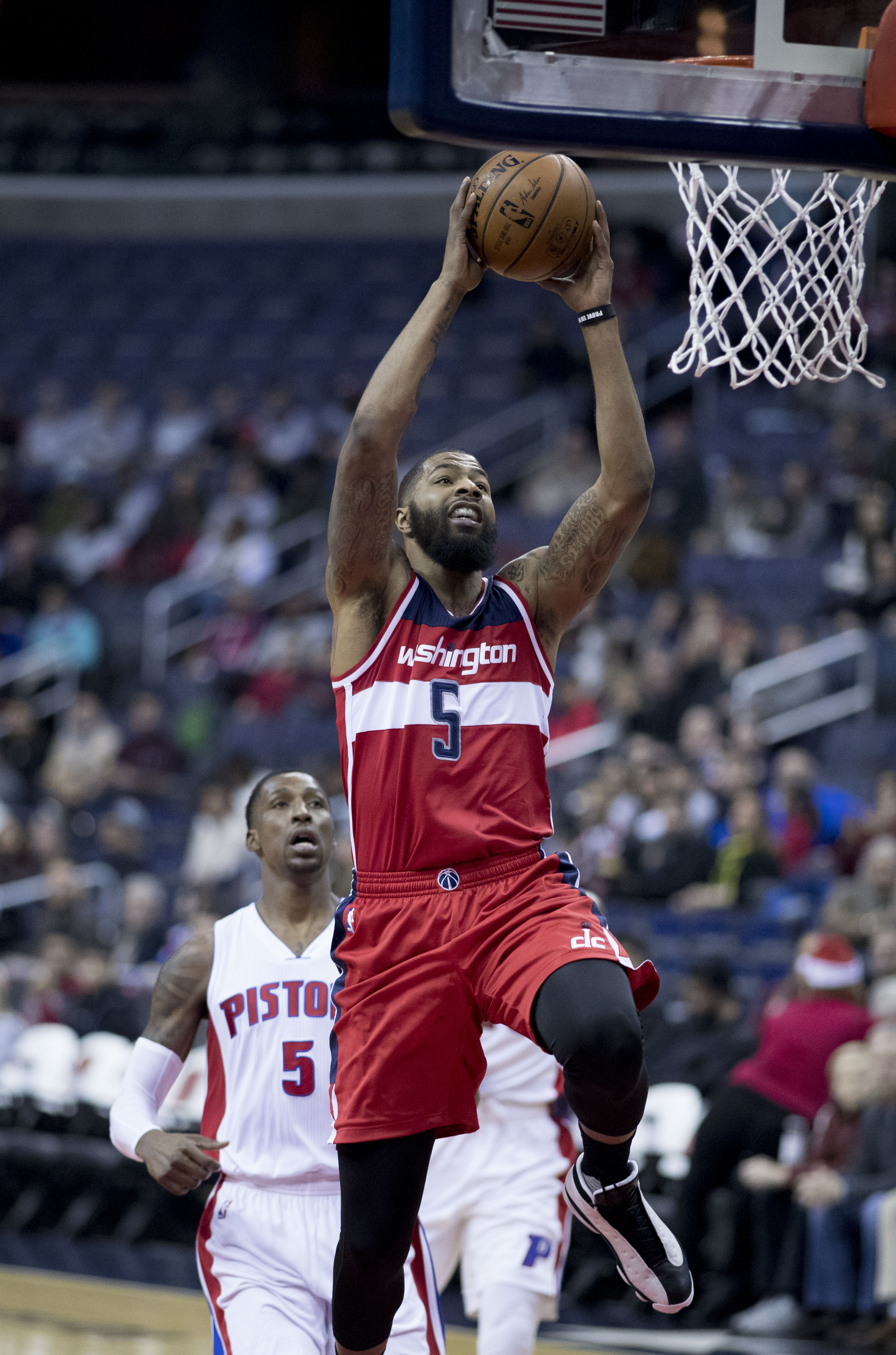
Markieff Morris (* 1989)

- Morris, Marlowe (1915–1978), US-amerikanischer Jazzpianist und -organist
- Morris, Mary (1873–1925), walisisch-britische Ärztin und Suffragette
- Morris, Mathias (1787–1839), US-amerikanischer Politiker
- Morris, Max (1859–1918), deutscher Literarhistoriker
- Morris, May (1862–1938), britische Unternehmerin und Produktdesignerin für Bunt- und Weißstickerei
- Morris, McClure (1912–1993), US-amerikanischer Jazztrompeter (auch Vibraphon, Piano, Orgel, Schlagzeug, Gesang) und Bandleader
- Morris, Meg (* 1992), US-amerikanische Fußballspielerin
- Morris, Michael Morris, 3. Baron (1937–2011), britischer Peer, Politiker (Conservative Party)
- Morris, Michael, 1. Baron Killanin (1826–1901), irisch-britischer Jurist und Politiker, Mitglied des House of Commons
- Morris, Michael, 3. Baron Killanin (1914–1999), anglo-irischer Journalist und Sportfunktionär
- Morris, Michael, Baron Naseby (* 1936), britischer Politiker (Conservative Party), Mitglied des House of Commons
- Morris, Mike (* 1983), US-amerikanischer Eishockeyspieler
- Morris, Monté (* 1995), US-amerikanischer Basketballspieler

###### Morris, N
- Morris, Nasief (* 1981), südafrikanischer Fußballspieler
- Morris, Nathan (* 1971), US-amerikanischer Sänger und Mitglied der Gruppe Boyz II Men
- Morris, Nicholas (* 1967), deutscher bildender Künstler
- Morris, Nicky (* 1962), britische Langstreckenläuferin
- Morris, Nigel (* 1948), britischer Musiker
- Morris, Nyombi (* 1998), ugandischer Klimaschützer

###### Morris, O
- Morris, Old Tom (1821–1908), schottischer Golfspieler, Schlägerbauer, Golfarchitekt und GreenkeeperOld Tom Morris (1821–1908)

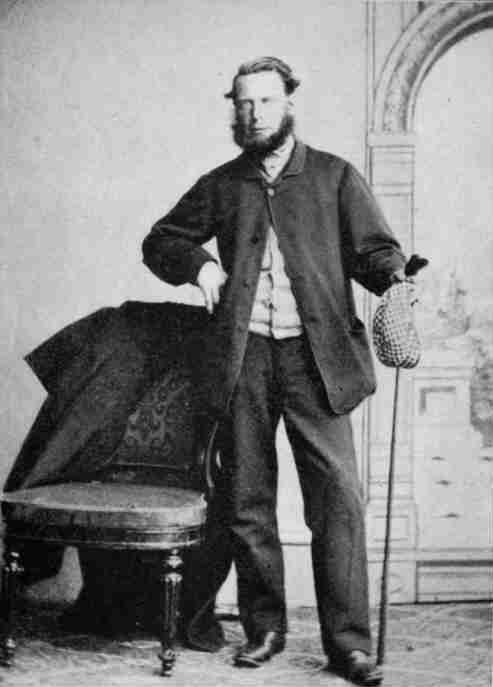
Old Tom Morris (1821–1908)

- Morris, Olive (1952–1979), Aktivistin der schwarzen Frauenbewegung
- Morris, Olivia (* 1997), britische Schauspielerin
- Morris, Oswald (1915–2014), britischer Kameramann

###### Morris, P
- Morris, Pat (* 1949), kanadischer Skispringer
- Morris, Patricia, Baroness Morris of Bolton (* 1953), britische Politikerin und Mitglied des House of Lords
- Morris, Paul, US-amerikanischer Fotograf, Filmregisseur und Filmproduzent
- Morris, Peter John (1934–2022), australisch-britischer Chirurg
- Morris, Phil (* 1959), US-amerikanischer Schauspieler
- Morris, Philip († 1873), britischer TabakhändlerPhilip Morris († 1873)

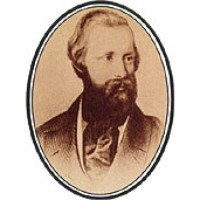
Philip Morris († 1873)

- Morris, Phyllis (1894–1982), britische Schauspielerin

###### Morris, R
- Morris, R. O. (1886–1948), englischer Komponist und Musikpädagoge
- Morris, R. Winston (* 1941), US-amerikanischer Tubist, Hochschullehrer und Komponist
- Morris, Rae (* 1992), britische Singer-Songwriterin
- Morris, Raheem (* 1976), US-amerikanischer Footballtrainer
- Morris, Red, 4. Baron Killanin (* 1947), irischer Adliger und Filmproduzent
- Morris, Reginald H. (1918–2004), britischer Kameramann
- Morris, Richard Allen (* 1933), US-amerikanischer Maler
- Morris, Richard B. (1904–1989), US-amerikanischer Historiker
- Morris, Richard G. (* 1948), britischer Neurowissenschaftler
- Morris, Robert, britischer Mathematiker
- Morris, Robert (1734–1806), britisch-US-amerikanischer Händler, einer der Gründerväter der USA
- Morris, Robert (1931–2018), US-amerikanischer Bildhauer, Konzeptkünstler und Autor
- Morris, Robert H. (1808–1855), US-amerikanischer Politiker
- Morris, Robert H. (1932–2011), US-amerikanischer Kryptologe
- Morris, Robert P. (1853–1924), US-amerikanischer Politiker
- Morris, Robert Tappan (* 1965), US-amerikanischer Informatiker, Autor des ersten Internet-WurmesRobert Tappan Morris (* 1965)

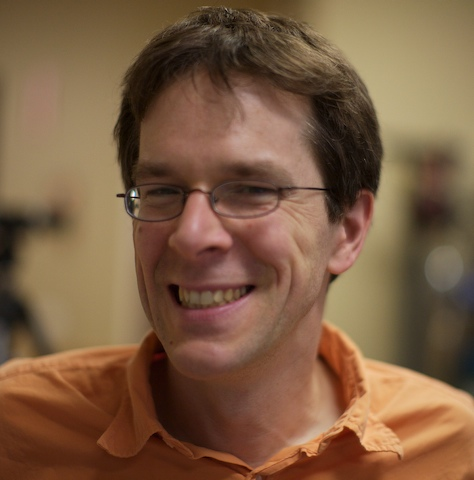
Robert Tappan Morris (* 1965)

- Morris, Rodney (* 1970), US-amerikanischer Poolbillardspieler
- Morris, Roger (1695–1749), englischer Architekt
- Morris, Roger (* 1960), britischer Schriftsteller
- Morris, Ron (1935–2024), US-amerikanischer Stabhochspringer

###### Morris, S
- Morris, Sam (1908–1976), grenadischer Pädagoge und Menschenrechtsaktivist
- Morris, Sammy (* 1977), US-amerikanischer American-Football-Spieler
- Morris, Samuel Kaboo (1873–1893), Missionar
- Morris, Samuel Wells (1786–1847), US-amerikanischer Politiker
- Morris, Sandi (* 1992), US-amerikanische Stabhochspringerin
- Morris, Sarah (* 1967), britische Malerin und Filmemacherin
- Morris, Sarah Jane (* 1977), US-amerikanische Schauspielerin
- Morris, Seb (* 1995), britischer Automobilrennfahrer
- Morris, Shayden (* 2001), englischer Fußballspieler
- Morris, Simon, kanadisch-britischer American-Football-Spieler
- Morris, Staats Long (1728–1800), britischer Kolonist und General
- Morris, Stacey, US-amerikanische Maskenbildnerin
- Morris, Stephen (* 1957), britischer SchlagzeugerStephen Morris (* 1957)

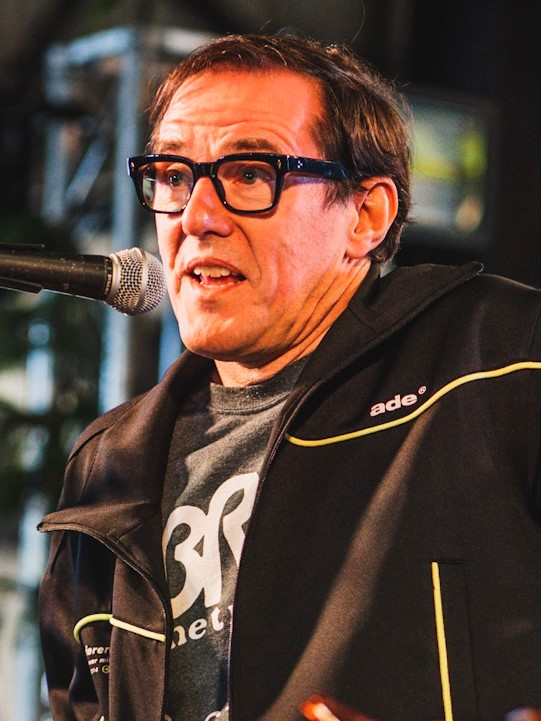
Stephen Morris (* 1957)

- Morris, Stewart (1909–1991), britischer Segler

###### Morris, T
- Morris, Thomas (1771–1849), US-amerikanischer Jurist und Politiker
- Morris, Thomas (1776–1844), US-amerikanischer Jurist und Politiker (Demokratische Partei)
- Morris, Thomas (1861–1928), US-amerikanischer Politiker und Vizegouverneur von Wisconsin (1911–1915)
- Morris, Thomas (1897–1945), US-amerikanischer Jazz-Trompeter und Kornettist
- Morris, Thomas (* 1966), österreichischer Schauspieler und Autor
- Morris, Thomas G. (1919–2016), US-amerikanischer Politiker
- Morris, Toby (1899–1973), US-amerikanischer Politiker
- Morris, Tom (* 1944), kanadischer Radrennfahrer
- Morris, Trevor (* 1970), kanadischer Filmkomponist
- Morris, Ty (* 1984), kanadischer Eishockeyspieler

###### Morris, U
- Morris, Una (* 1947), jamaikanische Sprinterin

###### Morris, V
- Morris, Valentine (1727–1789), britischer Kolonialbeamter
- Morris, Violette (1893–1944), französische Sportlerin und Kollaborateurin

###### Morris, W
- Morris, Wanyá (* 1973), US-amerikanischer Sänger und Frontmann der Gruppe Boyz II Men
- Morris, Wayne (1914–1959), US-amerikanischer Schauspieler
- Morris, Wilber (1937–2002), US-amerikanischer Jazzbassist und Bandleader
- Morris, William (1834–1896), britischer Schriftsteller, KunsthandwerkerWilliam Morris (1834–1896)

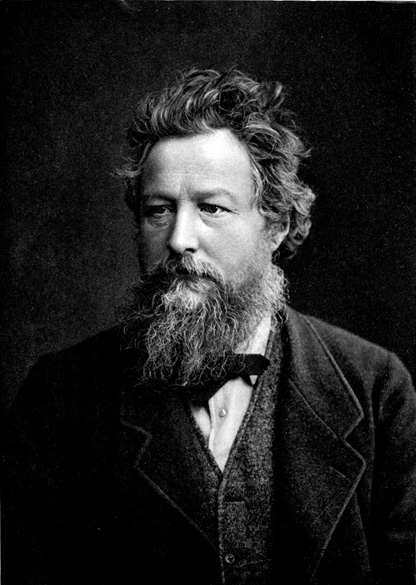
William Morris (1834–1896)

- Morris, William B., britischer Sportschütze
- Morris, William Martin (* 1943), australischer römisch-katholischer Bischof
- Morris, William S. (1919–1975), US-amerikanischer Politiker
- Morris, William, 1. Viscount Nuffield (1877–1963), britischer Firmengründer und Philanthrop
- Morris, Wolfe (1925–1996), britischer Schauspieler
- Morris, Wright (1910–1998), US-amerikanischer Fotograf und Autor
- Morris, Wyn (1929–2010), walisischer Dirigent

###### Morris, Y
- Morris, Young Tom (1851–1875), schottischer Golfspieler

##### Morris-G
- Morris-Goodall, Mortimer (1907–2001), britischer Autorennfahrer

##### Morrise
- Morrisey, John (* 1955), US-amerikanischer Filmeditor, Schauspieler und Filmschaffender

##### Morriso
- Morrison, Abigail (* 1976), britische Physikerin und Neurowissenschaftlerin
- Morrison, Adam (* 1984), US-amerikanischer Basketballspieler
- Morrison, Alasdair (* 1968), schottischer Politiker
- Morrison, Alexander (1849–1913), schottischer Botaniker und Arzt
- Morrison, Allie (1904–1966), US-amerikanischer Ringer
- Morrison, Amy (* 1984), neuseeländische Schauspielerin
- Morrison, Andrew, Filmproduzent
- Morrison, Angus (1822–1882), kanadischer Richter, Politiker und 21
- Morrison, Arthur (1863–1945), englischer Journalist, Schriftsteller und Kunsthändler
- Morrison, Barbara (1949–2022), US-amerikanische Jazzsängerin
- Morrison, Beaver (1950–2010), neuseeländische Sängerin
- Morrison, Bill (* 1965), US-amerikanischer Cartoonzeichner
- Morrison, Bill (* 1965), US-amerikanischer Filmregisseur und Filmproduzent
- Morrison, Blake (* 1950), britischer Literaturkritiker und Schriftsteller
- Morrison, Bram (* 1940), kanadischer Schauspieler, Sänger und Gitarrist
- Morrison, Brendan (* 1975), kanadischer Eishockeyspieler
- Morrison, Bruce (* 1944), US-amerikanischer Politiker
- Morrison, Callumn (* 1999), schottischer Fußballspieler
- Morrison, Cameron A. (1869–1953), US-amerikanischer Politiker
- Morrison, Carla (* 1986), mexikanische Indie-Pop-Sängerin und KomponistinCarla Morrison (* 1986)

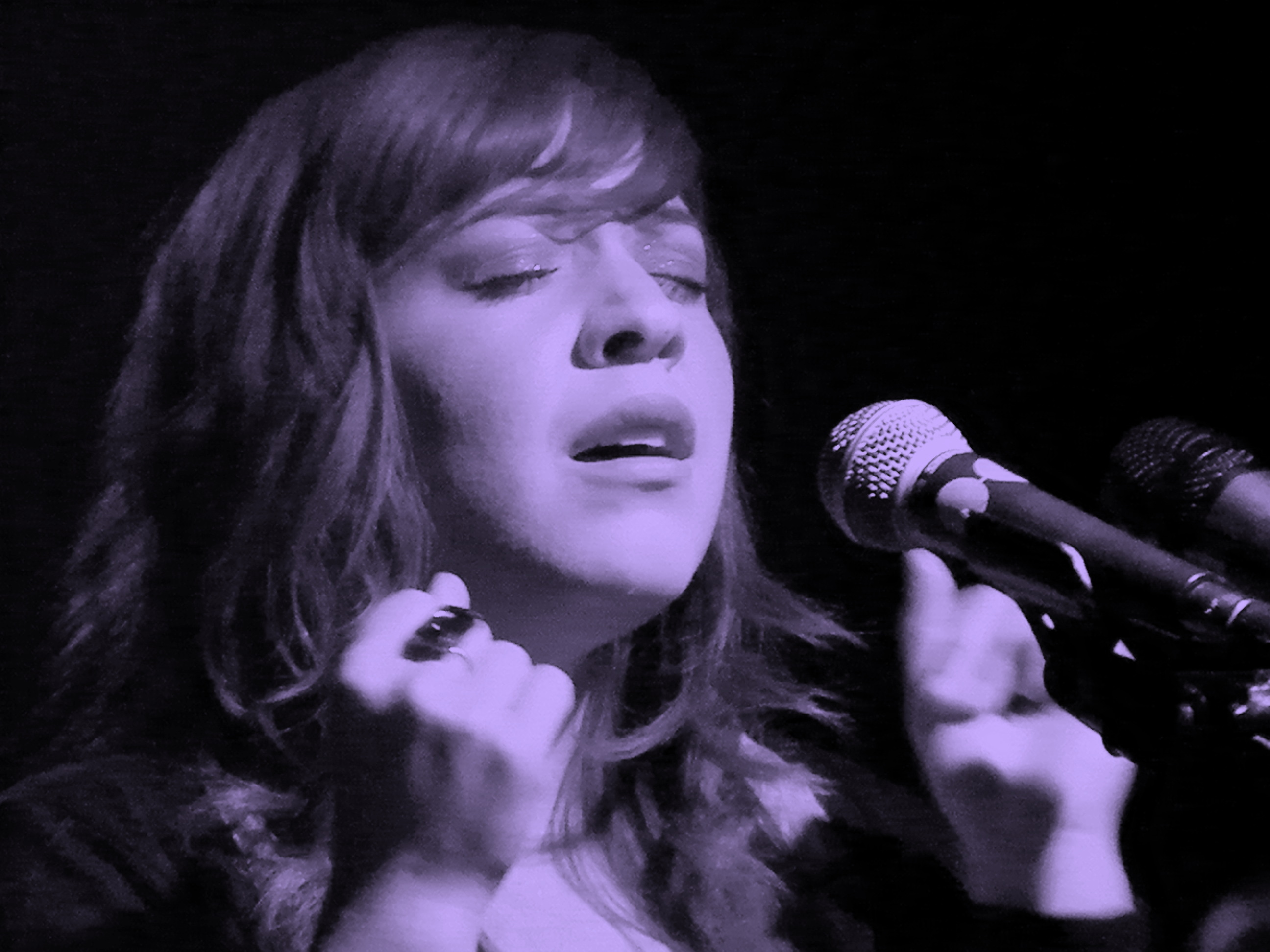
Carla Morrison (* 1986)

- Morrison, Carrie (1888–1950), britische Anwältin
- Morrison, Catriona (* 1977), schottische Triathletin
- Morrison, Chick, US-amerikanischer Jazzmusiker (Schlagzeug)
- Morrison, Clinton (* 1979), irischer Fußballspieler
- Morrison, Curley Jim, US-amerikanischer Country- und Rockabilly-Musiker
- Morrison, Danny (* 1953), nordirischer Journalist und Schriftsteller
- Morrison, Dave (* 1962), kanadischer Eishockeyspieler
- Morrison, Davey (* 1988), US-amerikanischer Schauspieler und Synchronsprecher
- Morrison, David (* 1980), nordirischer Eishockeyspieler
- Morrison, David R. (* 1955), US-amerikanischer Mathematiker und Physiker
- Morrison, Denny (* 1985), kanadischer Eisschnellläufer
- Morrison, Dorothy (1919–2017), US-amerikanische Kinderdarstellerin
- Morrison, Dorothy (* 1944), US-amerikanische Gospel-Musikerin
- Morrison, Doug (* 1960), kanadischer Eishockeyspieler
- Morrison, Ebony (* 1994), US-amerikanische Hürdenläuferin
- Morrison, Ernie (1912–1989), US-amerikanischer Schauspieler
- Morrison, Fiona (* 1988), neuseeländische Leichtathletin
- Morrison, Frank B. (1905–2004), US-amerikanischer Politiker
- Morrison, Fred (* 1963), schottischer Dudelsackspieler
- Morrison, George (1948–2008), kanadischer Eishockeyspieler
- Morrison, George Stephen (1919–2008), US-amerikanischer Marineoffizier, Vater von Jim MorrisonGeorge Stephen Morrison (1919–2008)

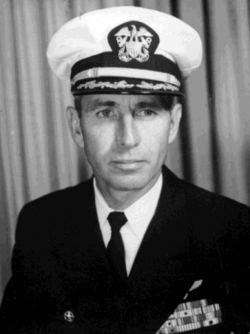
George Stephen Morrison (1919–2008)

- Morrison, George W. (1809–1888), US-amerikanischer Politiker
- Morrison, Grant (* 1960), schottischer Comicautor
- Morrison, Hannah, niederländische Opernsängerin (Sopran)
- Morrison, Hedda (1908–1991), deutsche Fotografin
- Morrison, Herbert (1905–1989), US-amerikanischer Rundfunkreporter
- Morrison, Herbert Stanley (1888–1965), britischer Politiker der Labour Party
- Morrison, Howard (* 1949), britischer Anwalt und Richter am Internationalen Strafgerichtshof
- Morrison, J. Frank (1841–1916), amerikanischer Politiker und Elektrotechnik-Pionier
- Morrison, James (1760–1807), britischer Seemann
- Morrison, James (* 1954), US-amerikanischer Schauspieler
- Morrison, James (* 1962), australischer Multi-Instrumentalist
- Morrison, James (* 1984), britischer RocksängerJames Morrison (* 1984)

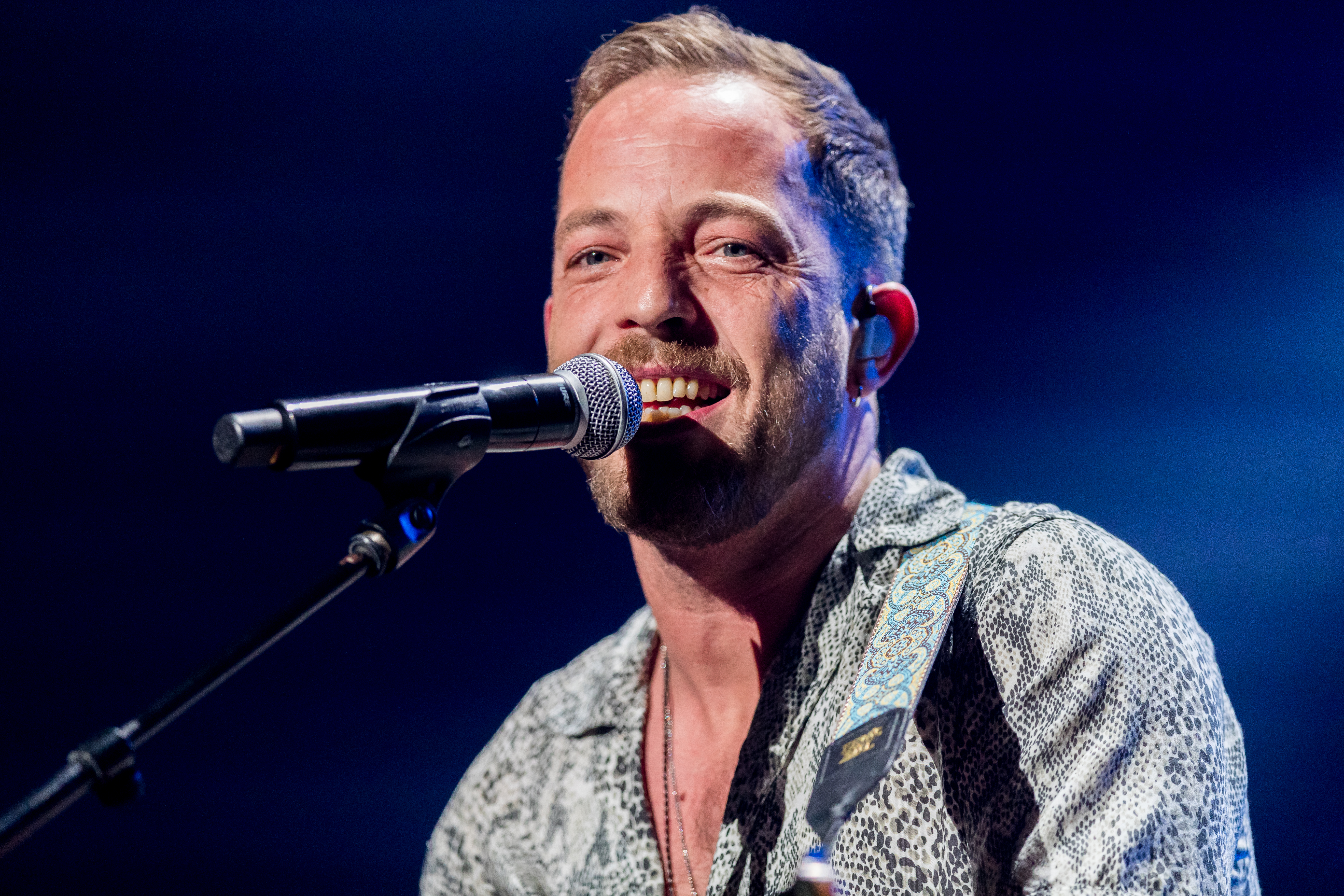
James Morrison (* 1984)

- Morrison, James (* 1986), englisch-schottischer Fußballspieler
- Morrison, James H. (1908–2000), US-amerikanischer Politiker
- Morrison, James L. D. (1816–1888), US-amerikanischer Politiker
- Morrison, Jamie, britischer Polospieler
- Morrison, Jasper (* 1959), englischer Produkt- und Möbeldesigner
- Morrison, Jennifer (* 1979), US-amerikanische Schauspielerin
- Morrison, Jessica (* 1992), australische Ruderin
- Morrison, Jim (1943–1971), US-amerikanischer Rock-’n’-Roll-Sänger und LyrikerJim Morrison (1943–1971)

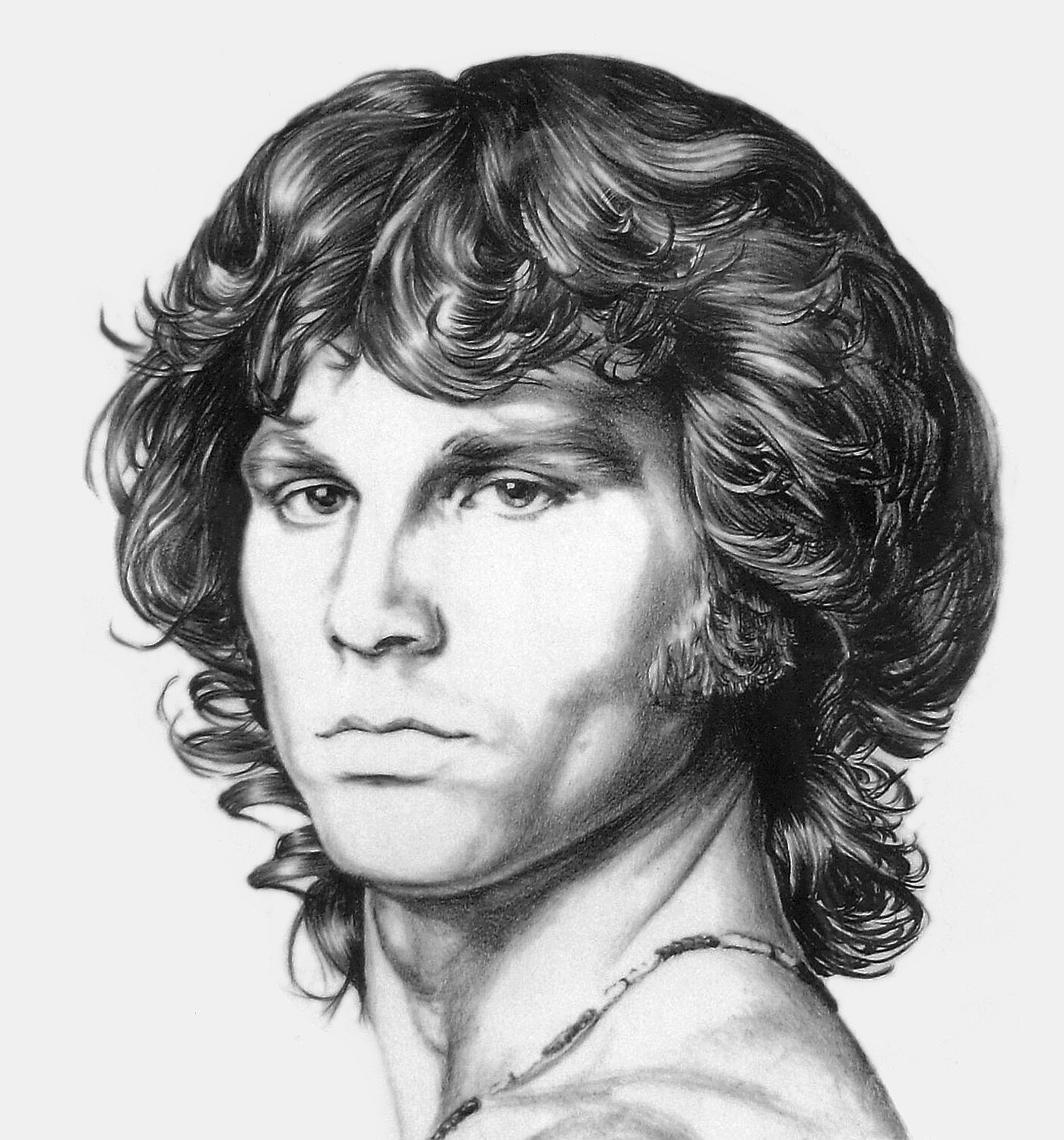
Jim Morrison (1943–1971)

- Morrison, John (* 1948), britischer Autorennfahrer
- Morrison, John (* 1979), amerikanischer Wrestler
- Morrison, John Alexander (1814–1904), US-amerikanischer Politiker
- Morrison, John Stanton Fleming (1892–1961), englischer Golfarchitekt
- Morrison, John Stuart (1889–1975), kanadischer Schachspieler
- Morrison, John T. (1860–1915), US-amerikanischer Politiker
- Morrison, John, 1. Baron Margadale (1906–1996), britischer Politiker, Mitglied des House of Commons und des House of Lords
- Morrison, John, 2. Viscount Dunrossil (1926–2000), britischer Politiker, Diplomat und Gouverneur von Bermuda
- Morrison, Jordan (* 1986), kanadischer Eishockeyspieler
- Morrison, Joseph Wanton (1783–1826), britischer Soldat
- Morrison, Justin (* 1979), US-amerikanischer Eishockeyspieler
- Morrison, Kelly (* 1969), US-amerikanische Politikerin und Ärztin
- Morrison, Kenny (* 1974), US-amerikanischer Film- und Fernsehschauspieler
- Morrison, Kimberley (* 1987), englische Triathletin
- Morrison, LeeLee (* 1960), kanadische Freestyle-Skisportlerin
- Morrison, Lew (1948–2023), kanadischer Eishockeyspieler
- Morrison, Liam (* 2003), schottischer Fußballspieler
- Morrison, Mady (* 1990), deutsche Yogalehrerin, YouTuberin und Bloggerin
- Morrison, Marin (1990–2009), US-amerikanische Schwimmerin
- Morrison, Mark (* 1972), britischer Musiker
- Morrison, Mark (* 1982), nordirischer Eishockeyspieler
- Morrison, Marq, US-amerikanischer Filmeditor, Filmschaffender und Kameramann
- Morrison, Martin A. (1862–1944), US-amerikanischer Politiker
- Morrison, Mary (* 1926), kanadische Sängerin und Gesangspädagogin
- Morrison, Matthew (* 1978), US-amerikanischer SchauspielerMatthew Morrison (* 1978)

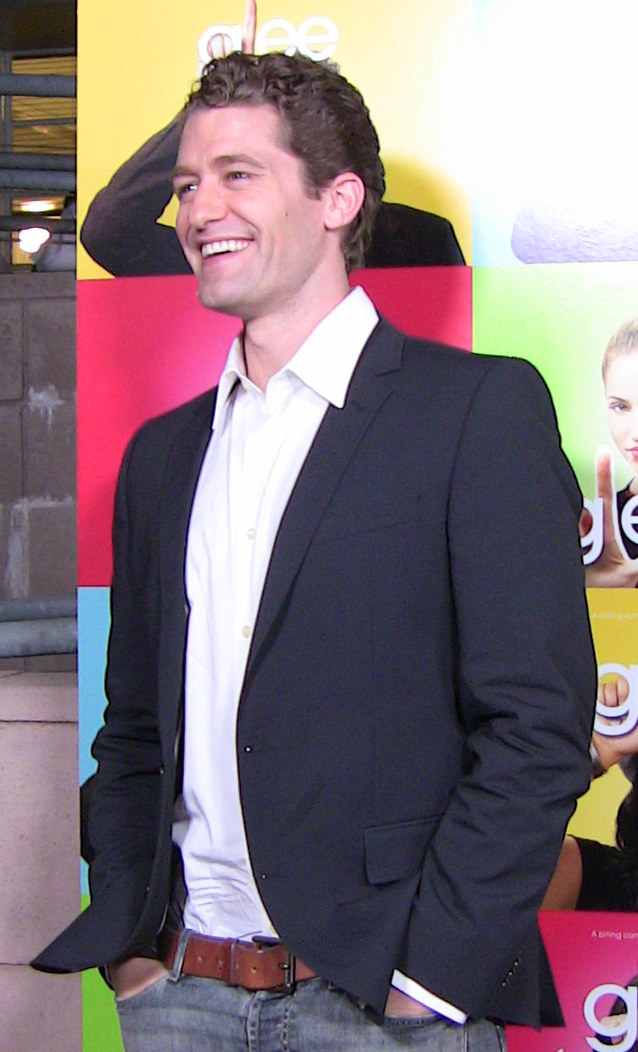
Matthew Morrison (* 1978)

- Morrison, Mike (* 1967), US-amerikanischer Basketballspieler
- Morrison, Myrtle (1885–1938), US-amerikanische Politikerin
- Morrison, Natasha (* 1992), jamaikanische Sprinterin
- Morrison, Patricia (* 1958), US-amerikanische Sängerin, Bassistin, SongwriterinPatricia Morrison (* 1958)

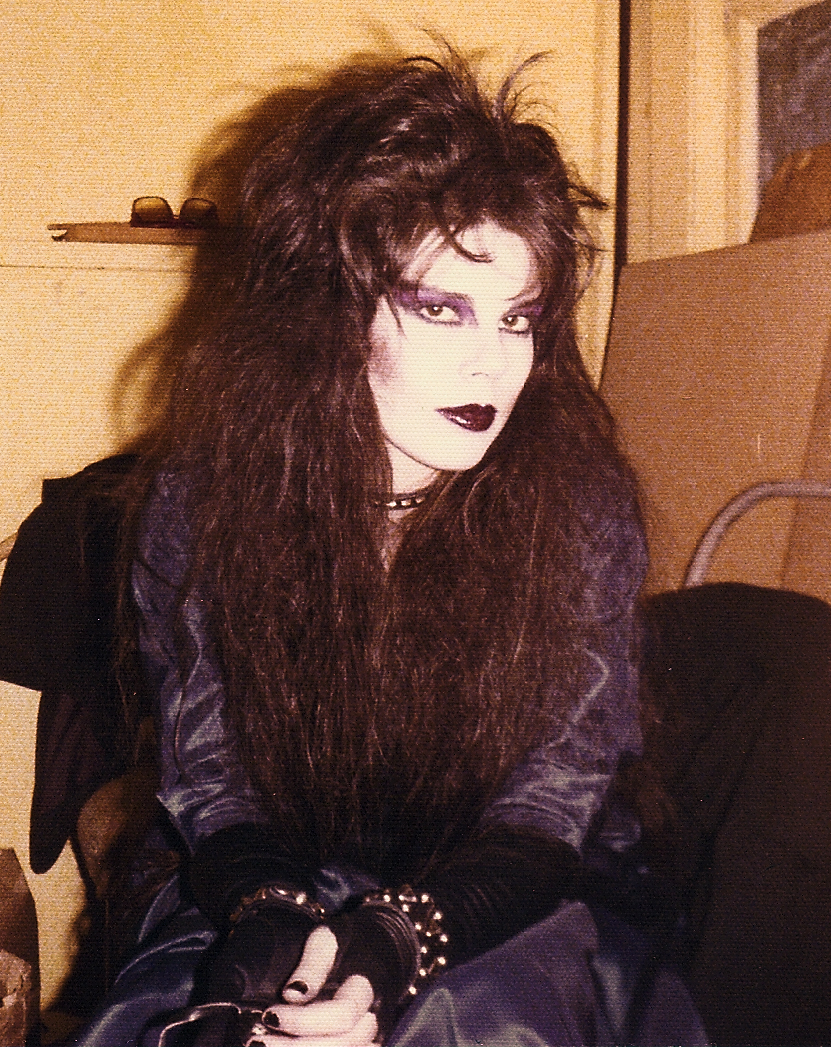
Patricia Morrison (* 1958)

- Morrison, Paul (* 1944), britischer Dokumentarfilmer und Regisseur
- Morrison, Paul (* 1966), britischer Künstler
- Morrison, Peck (1919–1988), US-amerikanischer Jazzmusiker
- Morrison, Philip (1915–2005), US-amerikanischer Physiker
- Morrison, Rachel (* 1978), US-amerikanische Kamerafrau und Filmregisseurin
- Morrison, Robbie (1869–1891), irischer Fußballspieler
- Morrison, Robert (1782–1834), schottischer presbyterianischer Missionar und Bibelübersetzer in China
- Morrison, Robert (1902–1980), britischer Ruderer
- Morrison, Robert (1909–1999), US-amerikanischer Jurist und Politiker
- Morrison, Robert T. (1918–2010), US-amerikanischer Chemiker
- Morrison, Rory (1964–2013), britischer Radiomoderator
- Morrison, Sara (* 1934), britische Politikerin und Managerin, ehemalige Präsidentin des WWF
- Morrison, Scott (* 1968), australischer Politiker der Liberal Party of Australia und Premierminister
- Morrison, Scott (* 1986), kanadischer Basketballspieler
- Morrison, Shelley (1936–2019), US-amerikanische Schauspielerin
- Morrison, Sid (* 1933), US-amerikanischer Politiker
- Morrison, Sterling (1942–1995), US-amerikanischer Musiker und Gitarrist
- Morrison, Susan (* 1943), US-amerikanische Bischöfin der United Methodist Church
- Morrison, Sybil (1893–1984), englisch-britische Suffragette und Pazifistin
- Morrison, Temuera (* 1960), neuseeländischer Schauspieler maorischer AbstammungTemuera Morrison (* 1960)

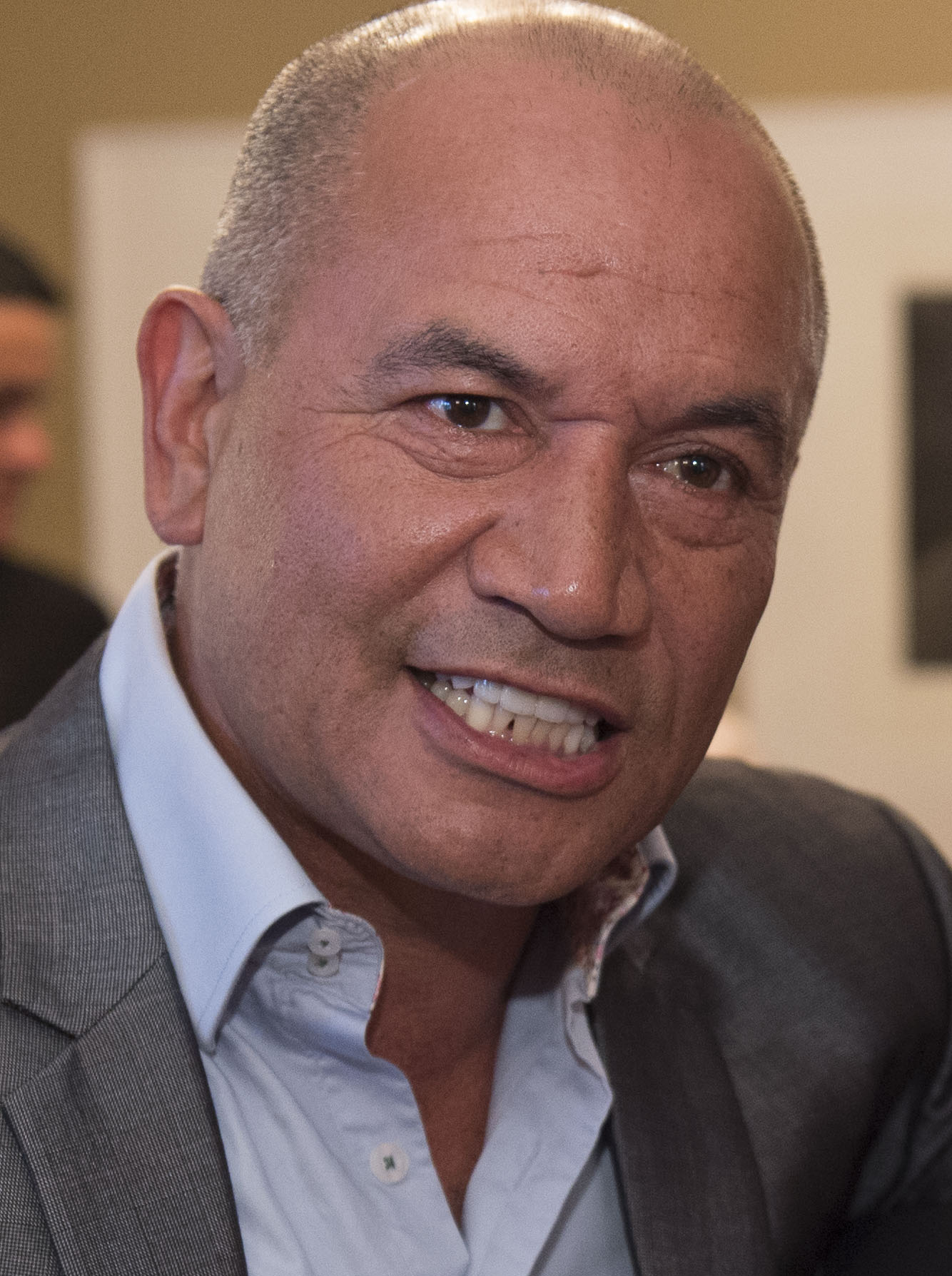
Temuera Morrison (* 1960)

- Morrison, Thomas David († 1856), Arzt, Politiker und 3. Bürgermeister von Toronto
- Morrison, Tim (* 1955), britischer Videokünstler und Filmregisseur
- Morrison, Tom (1904–1980), schottischer Fußballspieler
- Morrison, Tommy (1969–2013), US-amerikanischer Boxer
- Morrison, Toni (1931–2019), US-amerikanische Schriftstellerin und Literaturnobelpreisträgerin
- Morrison, Trey (* 1989), US-amerikanischer Boxer
- Morrison, Vacinuff (* 1952), britischer Judoka
- Morrison, Van (* 1945), nordirischer Rocksänger und SongschreiberVan Morrison (* 1945)

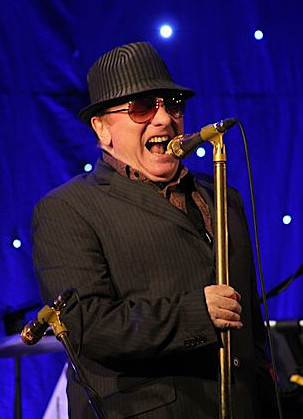
Van Morrison (* 1945)

- Morrison, Walter Frederick (1920–2010), US-amerikanischer Erfinder des Frisbee
- Morrison, William Garth (1943–2013), britischer Offizier, Lord Lieutenant in East Lothian
- Morrison, William Ralls (1824–1909), US-amerikanischer Politiker
- Morrison, William, 1. Viscount Dunrossil (1893–1961), britischer Politiker, Sprecher des House of Commons sowie Generalgouverneur von Australien
- Morrison, Willie (* 1996), philippinisch-US-amerikanischer Kugelstoßer
- Morrison-Howard, Melissa (* 1971), US-amerikanische Hürdenläuferin
- Morrisonn, Shaone (* 1982), kanadischer Eishockeyspieler

##### Morrisr
- Morrisroe, Mark (1959–1989), US-amerikanischer Fotograf

##### Morriss
- Morriss, Frank (1927–2013), US-amerikanischer Filmeditor
- Morriss, John (1908–1993), US-amerikanischer Hürdenläufer
- Morrisseau, Norval (1932–2007), kanadischer Künstler
- Morrissette, Breland (* 1999), US-amerikanische Volleyballspielerin
- Morrissey (* 1959), britischer Sänger
- Morrissey, Alice († 1912), englisch-britische katholische Sozialistenführerin und Suffragette
- Morrissey, Betty (1907–1944), US-amerikanische Schauspielerin
- Morrissey, Daniel (1895–1981), irischer Politiker (Irish Labour Party, Cumann na nGaedheal und Progressive Fine Gael)
- Morrissey, David (* 1964), britischer Schauspieler, Produzent und RegisseurDavid Morrissey (* 1964)

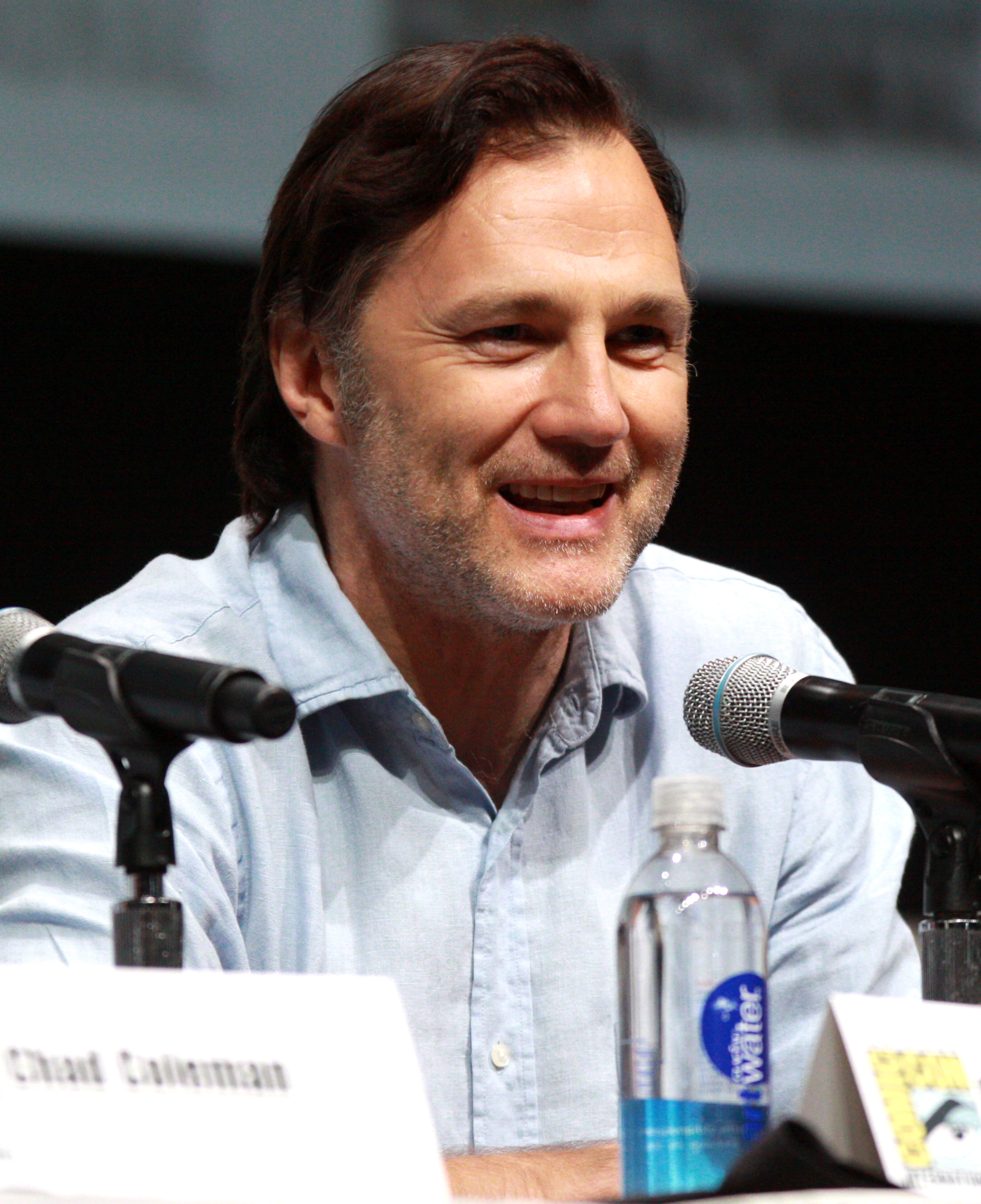
David Morrissey (* 1964)

- Morrissey, Di (* 1943), australische Journalistin und Schriftstellerin
- Morrissey, Dick (1940–2000), britischer Jazzmusiker
- Morrissey, Helena (* 1966), britische Managerin, Aktivistin und Politikerin
- Morrissey, John (1831–1878), US-amerikanischer Politiker und Boxer
- Morrissey, John (* 1965), englischer Fußballspieler
- Morrissey, John P., irischer Mikrobiologe
- Morrissey, Johnny (* 1940), englischer Fußballspieler
- Morrissey, Josh (* 1995), kanadischer Eishockeyspieler
- Morrissey, Michael (* 1952), australischer Geistlicher und römisch-katholischer Bischof von Geraldton
- Morrissey, Neil (* 1962), britischer Schauspieler und Synchronsprecher
- Morrissey, Paul (1938–2024), US-amerikanischer Filmregisseur
- Morrisson, Cécile (* 1940), französische Numismatikerin und Byzantinistin
- Morrissy, Mary (* 1957), irische Schriftstellerin und Journalistin

### Morro
- Morro, El, portugiesischer Schachspieler
- Morrone, Camila (* 1997), US-amerikanische Schauspielerin und Model
- Morrone, Ed, US-amerikanischer Schauspieler, Filmproduzent und Drehbuchautor
- Morrone, Fortunato (* 1958), italienischer Geistlicher, römisch-katholischer Erzbischof von Reggio Calabria-Bova
- Morrone, Juan Carlos (* 1941), argentinisch-italienischer Fußballspieler und -trainer
- Morrone, Michele (* 1990), italienischer Schauspieler, Model und SängerMichele Morrone (* 1990)

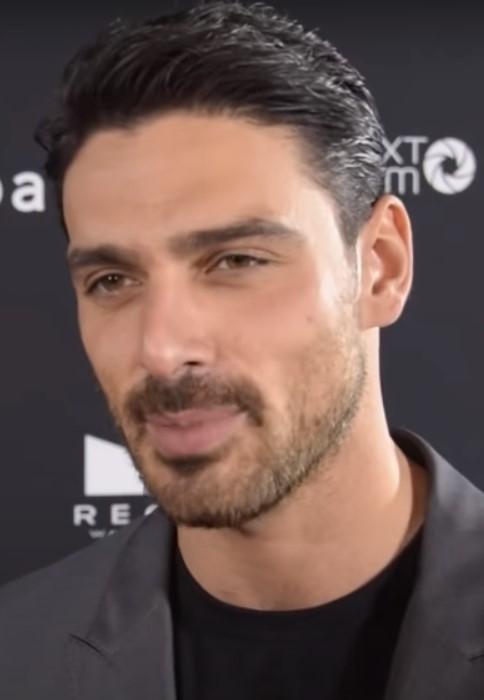
Michele Morrone (* 1990)

- Morrone, Stefano (* 1978), italienischer Fußballspieler
- Morroni, Antero, italienischer Filmregisseur
- Morroni, Perle (* 1997), französische Fußballspielerin
- Morros, Boris Michailowitsch (1891–1963), russisch-amerikanischer Filmproduzent, Filmkomponist und musikalischer Leiter
- Morros, Viran (* 1983), spanischer Handballspieler
- Morrow James D, US-amerikanischer Politikwissenschaftler und Hochschullehrer
- Morrow, Anthony, britischer Marineoffizier
- Morrow, Anthony (* 1985), US-amerikanischer Basketballspieler
- Morrow, Barry (* 1948), US-amerikanischer Filmproduzent und Drehbuchautor
- Morrow, Bobby (1935–2020), US-amerikanischer Leichtathlet
- Morrow, Bradford (* 1951), US-amerikanischer Schriftsteller, Essayist und Lyriker
- Morrow, Brenden (* 1979), kanadischer Eishockeyspieler
- Morrow, Bruce (* 1935), US-amerikanischer RadiomoderatorBruce Morrow (* 1935)

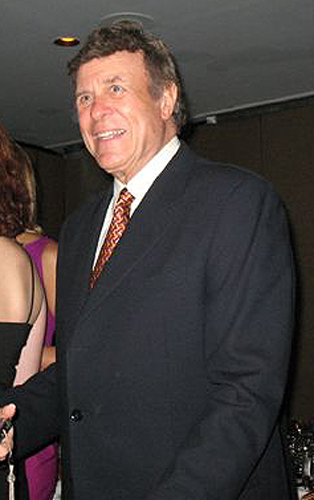
Bruce Morrow (* 1935)

- Morrow, Buddy (1919–2010), US-amerikanischer Jazz-Posaunist und Bandleader
- Morrow, Byron (1911–2006), US-amerikanischer Schauspieler
- Morrow, Charlie (* 1942), US-amerikanischer Komponist und Klangkünstler
- Morrow, Cory (* 1972), US-amerikanischer Countrysänger
- Morrow, Crew (* 2005), US-amerikanischer Schauspieler und ein Model
- Morrow, Douglas (1913–1994), US-amerikanischer Schauspieler, Drehbuchautor und Filmproduzent
- Morrow, Dwight (1873–1931), US-amerikanischer Politiker
- Morrow, Edwin P. (1877–1935), US-amerikanischer Politiker
- Morrow, Felix (1906–1988), US-amerikanischer Kommunist
- Morrow, George (1925–1992), US-amerikanischer Jazzmusiker
- Morrow, George Alexander (1877–1914), irischer Cricket- und Badmintonspieler
- Morrow, Henry C., US-amerikanischer Offizier, Generalmajor der US Air Force
- Morrow, Hughie (1930–2020), nordirischer Fußballspieler
- Morrow, James (* 1941), US-amerikanischer Mathematiker
- Morrow, James (* 1947), US-amerikanischer Science-Fiction-Schriftsteller
- Morrow, Jay Johnson (1870–1937), Offizier der US-Armee und Ingenieur
- Morrow, Jeff (1907–1993), US-amerikanischer Schauspieler
- Morrow, Jeremiah (1771–1852), US-amerikanischer Politiker
- Morrow, Jo (* 1939), US-amerikanische Film- und Theaterschauspielerin
- Morrow, Joe (* 1992), kanadischer Eishockeyspieler
- Morrow, John, US-amerikanischer Politiker
- Morrow, John (1865–1935), US-amerikanischer Politiker
- Morrow, John (1930–2014), nordirischer Schriftsteller
- Morrow, John (1931–2009), nordirischer presbyterianischer Geistlicher
- Morrow, John H. junior (* 1944), US-amerikanischer Historiker
- Morrow, Justin (* 1987), US-amerikanischer Fußballspieler
- Morrow, Ken (* 1956), US-amerikanischer Eishockeyspieler
- Morrow, Kirby (1973–2020), kanadischer Schauspieler und Synchronsprecher
- Morrow, Louis La Ravoire (1892–1987), US-amerikanischer Ordenspriester, Missionar und römisch-katholischer Bischof
- Morrow, Mari (* 1974), US-amerikanische Schauspielerin
- Morrow, Maurice, Baron Morrow (* 1948), britischer Politiker
- Morrow, Max (* 1991), kanadischer Schauspieler
- Morrow, Patrick (* 1952), kanadischer Bergsteiger und Fotograf
- Morrow, Rob (* 1962), US-amerikanischer SchauspielerRob Morrow (* 1962)

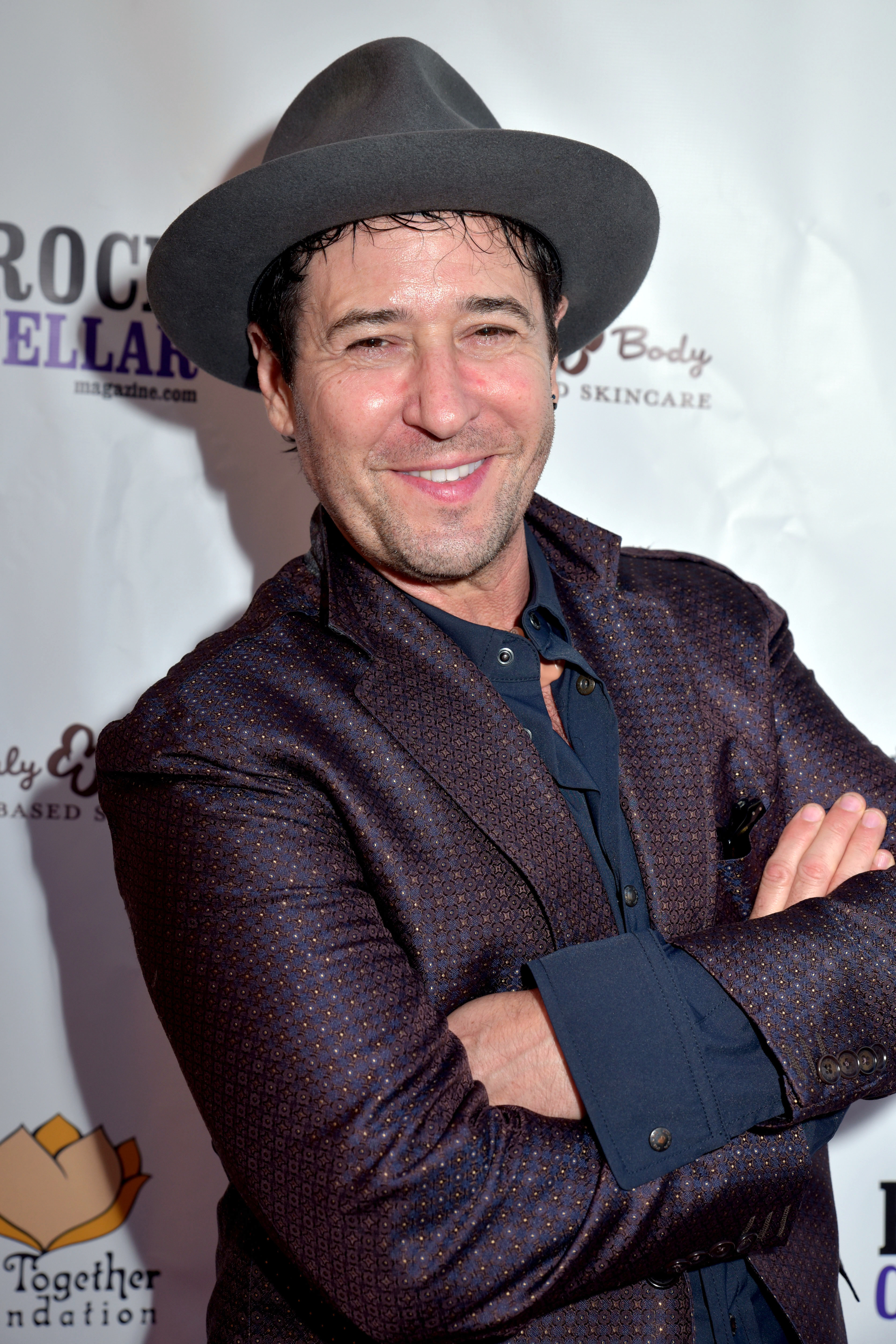
Rob Morrow (* 1962)

- Morrow, Sarah (* 1969), US-amerikanische Posaunistin des Modern Jazz
- Morrow, Simmone (* 1976), australische Softballspielerin
- Morrow, Steve (* 1970), nordirischer Fußballspieler und -trainer
- Morrow, Steven A., amerikanischer Tonmeister für Film und Fernsehen
- Morrow, Suzanne (1930–2006), kanadische Eiskunstläuferin
- Morrow, Tom, irischer Violinist und Teilnehmer am Eurovision Song Contest
- Morrow, Vic (1929–1982), US-amerikanischer Schauspieler
- Morrow, William W. (1843–1929), US-amerikanischer Jurist und Politiker